# Guerre des Deux-Roses
Pour les articles homonymes, voir Guerre civile anglaise, Guerre de Succession et Rose.
À ne pas confondre avec le film La Guerre des Rose
Batailles
La guerre des Deux-Roses est un ensemble d'affrontements, constituant globalement une guerre civile discontinue de 1455 à 1485, qui eut lieu en Angleterre entre la maison royale de Lancastre et la maison royale d'York, toutes deux branches cadettes de la maison Plantagenêt qui régnait alors. Elle est appelée ainsi a posteriori en référence aux emblèmes des deux maisons, la rose rouge de Lancastre et la rose blanche d'York, la rose de Lancastre n'ayant été utilisée comme emblème pour cette maison qu'à partir de 1485, à la dernière bataille du conflit.
Ce conflit est lié à une querelle de succession de la couronne d'Angleterre. Elle débute sous le règne chaotique d'Henri VI (Lancastre, roi ayant des accès de folie, dont on se dispute la tutelle), puis verra les règnes d'Édouard IV (York), de nouveau Henri VI puis encore Édouard IV, puis brièvement son fils Édouard V écarté par l'oncle Richard III, et enfin Henri Tudor devenant roi sous le nom d'Henri VII, fondant la dynastie des Tudor après sa victoire et la mort de Richard III sur le champ de bataille de Bosworth. Henri Tudor réunit ainsi les deux branches royales issues de la même dynastie en se mariant à Élisabeth d'York, choisit également pour emblème la rose Tudor qui fusionne les deux autres, et permet la fin de la guerre entre les maisons de Lancastre et d'York. Il lui faudra cependant dix ans pour réellement installer son pouvoir et juguler les oppositions résiduelles liés à un autre élément important du conflit : le jeu des pouvoirs entre le pouvoir royal, les barons, les marchands, et l'Église.
Les historiens considèrent le conflit comme une conséquence de la clôture de la guerre de Cent Ans, supprimant irrémédiablement toute expansion anglaise en France et reportant la violence prédatrice des chevaliers et combattants sur eux-mêmes et leur nation. Issue de l'instabilité de la Couronne d'Angleterre, nourrie des faiblesses du règne d'Henri VI et des guerres privées incessantes entre les vassaux de la Couronne, elle permet à plusieurs autres puissances (Bourgogne, Écosse, France) d'intervenir politiquement ou militairement dans les affaires anglaises. La noblesse, sur qui repose entièrement la levée des forces nécessaires aux combats, sort de cette période affaiblie face au pouvoir royal.
La maison de Lancastre descend de Jean de Gand, duc de Lancastre en 1362 et 3e fils du roi Édouard III. Celle d'York descend de deux de ses frères : Lionel d'Anvers, 2e fils du roi Édouard III, et Edmond de Langley, 4e fils d'Édouard III, devenu duc d'York en 1385. L'affrontement des deux lignées, issues de la maison Plantagenêt, signe la fin de celle-ci et son remplacement par la maison Tudor.

## Origines du nom
Le nom de « Guerre des Deux-Roses » fait référence aux insignes héraldiques associés à deux branches rivales de la même maison royale, la rose blanche d'York et la rose rouge de Lancastre. Ce nom est devenu courant au XIXe siècle après la publication en 1829 d'Anne of Geierstein par Sir Walter Scott. Scott a basé le nom sur une scène de la pièce de William Shakespeare Henri VI (première partie) (Acte 2, scène 4), située dans les jardins de l'église du Temple, où un certain nombre de nobles et un avocat choisissent des roses rouges ou blanches pour montrer leur fidélité à la faction lancastrienne ou yorkiste respectivement. Bien que les noms des maisons rivales dérivent des villes d'York et de Lancaster, les duchés correspondants n'avaient pas grand-chose à voir avec ces villes. Les terres attachées au duché de Lancastre se trouvaient principalement dans le Gloucestershire, le nord du Pays de Galles, le Cheshire et (ironiquement) dans le Yorkshire, tandis que les domaines et les châteaux du duc d'York étaient répartis dans toute l'Angleterre et le Pays de Galles, en particulier dans les marches galloises.
La faction yorkiste a utilisé le symbole de la rose blanche dès le début du conflit, mais la rose rouge de Lancastre n'a été introduite qu'après la victoire d'Henri Tudor à la bataille de Bosworth en 1485, lorsqu'elle a été combinée avec la rose blanche d'York pour former la rose Tudor, qui symbolisait l'union des deux maisons. Les origines de la rose en tant qu'emblème elle-même proviennent de l'utilisation à la fin du XIIIe siècle par le roi Édouard Ier d'une « rose dorée traquée proprement ». Souvent, en raison du fait que la noblesse détenait plusieurs titres, plus d'un badge a été utilisé : Édouard IV, par exemple, a utilisé à la fois le « Soleil en splendeur » en tant que comte de March, mais aussi le faucon et le fetterlock de son père en tant que duc d'York. Les badges n'étaient pas toujours distincts : à la bataille de Barnet en 1471, le « Soleil en splendeur » d'Édouard IV était très similaire à l'étoile de Vere du comte d'Oxford, ce qui causa une confusion fatidique. La plupart, mais pas tous, des participants au conflit portaient des écussons de livrée associés à leurs seigneurs ou mécènes immédiats dans le cadre du système de féodalité bâtarde en vigueur : le port de la livrée était désormais limité à ceux qui étaient « employés en permanence par un seigneur », excluant ainsi, par exemple, les mercenaires. En témoigne ainsi la configuration à Bosworth, où les forces d'Henri Tudor se sont battues sous la bannière d'un dragon rouge tandis que l'armée yorkiste a utilisé l'appareil personnel de Richard III, un sanglier blanc.

## Prémices

### La succession disputée deRichardII

La rose rouge de Lancastre.

La rose blanche d'York.

L'instabilité politique en Angleterre est due aux problèmes de successions du roi Édouard III. Elle commence par la montée sur le trône d'un enfant de dix ans, Richard II. Selon certains historiens, la guerre ne commence pas en 1455 mais 1377, sous le règne de l'enfant.
Celui-ci, dont le gouvernement finit par être très impopulaire, est détrôné en 1399 par son cousin, Henry Bolingbroke, duc de Lancastre. Bien que celui-ci n'ait pas été l'héritier le plus direct, ses droits sont justifiés par le fait qu'il descend « par les mâles » d'Édouard III, alors que son cousin, Edmond Mortimer, alors héritier présomptif selon la volonté de Richard II, descend d'Édouard par sa grand-mère. Richard II finit par abdiquer, et Henry Bolingbroke est couronné à Westminster en 1399 sous le nom d’Henri IV ; il fonde alors la maison royale de Lancastre.
Le roi meurt en 1413. Son fils et successeur, Henri V, se montre grand stratège et ses succès militaires contre la France dans la guerre de Cent Ans lui ont valu une énorme popularité, qui lui a permis d’assurer le maintien des Lancastre sur le trône. Toutefois, pendant son règne, qui devait être court, Henri V a dû faire face à une conspiration menée tambour battant contre lui, organisée par le comte de Cambridge Richard de Conisburgh, fils d'Edmond de Langley, le quatrième fils d'Édouard III. Richard de Conisburgh est exécuté en 1415 pour trahison au début de la campagne qui aboutit à la bataille d'Azincourt ; sa femme Anne Mortimer peut se prévaloir aussi de quelques droits sur le trône, étant petite-fille de Philippa de Clarence et arrière-petite-fille de Lionel d'Anvers.
Henri V meurt en 1422, et son successeur Henri VI n'a qu'un an. Le fils de Richard de Conisburgh et d’Anne Mortimer, Richard Plantagenêt, devient duc d'York trois ans après l'avènement d'Henri VI, contre lequel il va tenter de faire valoir ses droits.

### Arbre généalogique
|                      |                      |                      |                      |                      |                      |            |            |                |                |                |                |                   |                   |                   |                   |                       |                       |                       |                       |                       |                       |                      |                      |                      |                      |                |                |               |               |                     |                     |                     |                     |                     |                     |                   |                   |                    |                    |                    |                    |                      |                      |                       |                       |                       |                       | Édouard III           | Édouard III           | Édouard III        | Édouard III        | Édouard III     | Édouard III     |                 |                 | Philippa de Hainaut | Philippa de Hainaut | Philippa de Hainaut | Philippa de Hainaut | Philippa de Hainaut  | Philippa de Hainaut |                     |                     |                     |                     |                    |                    |                    |                    |                    |                    |                  |                  |                |                |                 |                 |                 |                 |                        |                        |                        |                        |                        |                        |                      |                      |                      |                      |                      |                      |                     |                     |                     |                     |                     |                     |                    |                    |                    |                    |            |            |              |              |              |              |               |               |               |               |                     |                     |                     |                     |                      |                      |                      |                      |                      |                      |                    |                    |                    |                    |                 |                 |                 |                 |  |  |                    |                    |                    |                    |                    |                    |  |  |  |  |  |  |  |  |  |  |  |  |  |  |  |  |  |  |  |  |  |  |  |  |  |  |  |  |
|                      |                      |                      |                      |                      |                      |            |            |                |                |                |                |                   |                   |                   |                   |                       |                       |                       |                       |                       |                       |                      |                      |                      |                      |                |                |               |               |                     |                     |                     |                     |                     |                     |                   |                   |                    |                    |                    |                    |                      |                      |                       |                       |                       |                       | Édouard III           | Édouard III           | Édouard III        | Édouard III        | Édouard III     | Édouard III     |                 |                 | Philippa de Hainaut | Philippa de Hainaut | Philippa de Hainaut | Philippa de Hainaut | Philippa de Hainaut  | Philippa de Hainaut |                     |                     |                     |                     |                    |                    |                    |                    |                    |                    |                  |                  |                |                |                 |                 |                 |                 |                        |                        |                        |                        |                        |                        |                      |                      |                      |                      |                      |                      |                     |                     |                     |                     |                     |                     |                    |                    |                    |                    |            |            |              |              |              |              |               |               |               |               |                     |                     |                     |                     |                      |                      |                      |                      |                      |                      |                    |                    |                    |                    |                 |                 |                 |                 |  |  |                    |                    |                    |                    |                    |                    |  |  |  |  |  |  |  |  |  |  |  |  |  |  |  |  |  |  |  |  |  |  |  |  |  |  |  |  |
|                      |                      |                      |                      |                      |                      |            |            |                |                |                |                |                   |                   |                   |                   |                       |                       |                       |                       |                       |                       |                      |                      |                      |                      |                |                |               |               |                     |                     |                     |                     |                     |                     |                   |                   |                    |                    |                    |                    |                      |                      |                       |                       |                       |                       |                       |                       |                    |                    |                 |                 |                 |                 |                     |                     |                     |                     |                      |                     |                     |                     |                     |                     |                    |                    |                    |                    |                    |                    |                  |                  |                |                |                 |                 |                 |                 |                        |                        |                        |                        |                        |                        |                      |                      |                      |                      |                      |                      |                     |                     |                     |                     |                     |                     |                    |                    |                    |                    |            |            |              |              |              |              |               |               |               |               |                     |                     |                     |                     |                      |                      |                      |                      |                      |                      |                    |                    |                    |                    |                 |                 |                 |                 |  |  |                    |                    |                    |                    |                    |                    |  |  |  |  |  |  |  |  |  |  |  |  |  |  |  |  |  |  |  |  |  |  |  |  |  |  |  |  |
|                      |                      |                      |                      |                      |                      |            |            |                |                |                |                |                   |                   |                   |                   |                       |                       |                       |                       |                       |                       |                      |                      |                      |                      |                |                |               |               |                     |                     |                     |                     |                     |                     |                   |                   |                    |                    |                    |                    |                      |                      |                       |                       |                       |                       |                       |                       |                    |                    |                 |                 |                 |                 |                     |                     |                     |                     |                      |                     |                     |                     |                     |                     |                    |                    |                    |                    |                    |                    |                  |                  |                |                |                 |                 |                 |                 |                        |                        |                        |                        |                        |                        |                      |                      |                      |                      |                      |                      |                     |                     |                     |                     |                     |                     |                    |                    |                    |                    |            |            |              |              |              |              |               |               |               |               |                     |                     |                     |                     |                      |                      |                      |                      |                      |                      |                    |                    |                    |                    |                 |                 |                 |                 |  |  |                    |                    |                    |                    |                    |                    |  |  |  |  |  |  |  |  |  |  |  |  |  |  |  |  |  |  |  |  |  |  |  |  |  |  |  |  |
| Édouard de Woodstock | Édouard de Woodstock | Édouard de Woodstock | Édouard de Woodstock | Édouard de Woodstock | Édouard de Woodstock |            |            | Jeanne de Kent | Jeanne de Kent | Jeanne de Kent | Jeanne de Kent | Jeanne de Kent    | Jeanne de Kent    |                   |                   |                       |                       |                       |                       |                       |                       |                      |                      |                      |                      |                |                |               |               |                     |                     |                     |                     |                     |                     |                   |                   | Lionel d'Anvers    | Lionel d'Anvers    | Lionel d'Anvers    | Lionel d'Anvers    | Lionel d'Anvers      | Lionel d'Anvers      |                       |                       | Élisabeth de Burgh    | Élisabeth de Burgh    | Élisabeth de Burgh    | Élisabeth de Burgh    | Élisabeth de Burgh | Élisabeth de Burgh |                 |                 |                 |                 |                     |                     |                     |                     |                      |                     |                     |                     |                     |                     |                    |                    |                    |                    |                    |                    |                  |                  |                |                |                 |                 |                 |                 |                        |                        |                        |                        |                        |                        |                      |                      |                      |                      |                      |                      |                     |                     |                     |                     |                     |                     |                    |                    |                    |                    |            |            |              |              |              |              |               |               |               |               |                     |                     |                     |                     |                      |                      |                      |                      |                      |                      |                    |                    |                    |                    |                 |                 |                 |                 |  |  |                    |                    |                    |                    |                    |                    |  |  |  |  |  |  |  |  |  |  |  |  |  |  |  |  |  |  |  |  |  |  |  |  |  |  |  |  |
| Édouard de Woodstock | Édouard de Woodstock | Édouard de Woodstock | Édouard de Woodstock | Édouard de Woodstock | Édouard de Woodstock |            |            | Jeanne de Kent | Jeanne de Kent | Jeanne de Kent | Jeanne de Kent | Jeanne de Kent    | Jeanne de Kent    |                   |                   |                       |                       |                       |                       |                       |                       |                      |                      |                      |                      |                |                |               |               |                     |                     |                     |                     |                     |                     |                   |                   | Lionel d'Anvers    | Lionel d'Anvers    | Lionel d'Anvers    | Lionel d'Anvers    | Lionel d'Anvers      | Lionel d'Anvers      |                       |                       | Élisabeth de Burgh    | Élisabeth de Burgh    | Élisabeth de Burgh    | Élisabeth de Burgh    | Élisabeth de Burgh | Élisabeth de Burgh |                 |                 |                 |                 |                     |                     |                     |                     |                      |                     |                     |                     |                     |                     |                    |                    |                    |                    |                    |                    |                  |                  |                |                |                 |                 |                 |                 |                        |                        |                        |                        |                        |                        |                      |                      |                      |                      |                      |                      |                     |                     |                     |                     |                     |                     |                    |                    |                    |                    |            |            |              |              |              |              |               |               |               |               |                     |                     |                     |                     |                      |                      |                      |                      |                      |                      |                    |                    |                    |                    |                 |                 |                 |                 |  |  |                    |                    |                    |                    |                    |                    |  |  |  |  |  |  |  |  |  |  |  |  |  |  |  |  |  |  |  |  |  |  |  |  |  |  |  |  |
|                      |                      |                      |                      |                      |                      |            |            |                |                |                |                |                   |                   |                   |                   |                       |                       |                       |                       |                       |                       |                      |                      |                      |                      |                |                |               |               |                     |                     |                     |                     |                     |                     |                   |                   |                    |                    |                    |                    |                      |                      |                       |                       |                       |                       |                       |                       |                    |                    |                 |                 |                 |                 |                     |                     |                     |                     |                      |                     |                     |                     |                     |                     | Katherine Swynford | Katherine Swynford | Katherine Swynford | Katherine Swynford | Katherine Swynford | Katherine Swynford |                  |                  | Jean de Gand   | Jean de Gand   | Jean de Gand    | Jean de Gand    | Jean de Gand    | Jean de Gand    |                        |                        |                        |                        |                        |                        | Blanche de Lancastre | Blanche de Lancastre | Blanche de Lancastre | Blanche de Lancastre | Blanche de Lancastre | Blanche de Lancastre |                     |                     |                     |                     |                     |                     |                    |                    |                    |                    |            |            |              |              |              |              |               |               |               |               |                     |                     |                     |                     |                      |                      |                      |                      |                      |                      |                    |                    |                    |                    |                 |                 |                 |                 |  |  |                    |                    |                    |                    |                    |                    |  |  |  |  |  |  |  |  |  |  |  |  |  |  |  |  |  |  |  |  |  |  |  |  |  |  |  |  |
|                      |                      |                      |                      |                      |                      |            |            |                |                |                |                |                   |                   |                   |                   |                       |                       |                       |                       |                       |                       |                      |                      |                      |                      |                |                |               |               |                     |                     |                     |                     |                     |                     |                   |                   |                    |                    |                    |                    |                      |                      |                       |                       |                       |                       |                       |                       |                    |                    |                 |                 |                 |                 |                     |                     |                     |                     |                      |                     |                     |                     |                     |                     | Katherine Swynford | Katherine Swynford | Katherine Swynford | Katherine Swynford | Katherine Swynford | Katherine Swynford |                  |                  | Jean de Gand   | Jean de Gand   | Jean de Gand    | Jean de Gand    | Jean de Gand    | Jean de Gand    |                        |                        |                        |                        |                        |                        | Blanche de Lancastre | Blanche de Lancastre | Blanche de Lancastre | Blanche de Lancastre | Blanche de Lancastre | Blanche de Lancastre |                     |                     |                     |                     |                     |                     |                    |                    |                    |                    |            |            |              |              |              |              |               |               |               |               |                     |                     |                     |                     |                      |                      |                      |                      |                      |                      |                    |                    |                    |                    |                 |                 |                 |                 |  |  |                    |                    |                    |                    |                    |                    |  |  |  |  |  |  |  |  |  |  |  |  |  |  |  |  |  |  |  |  |  |  |  |  |  |  |  |  |
|                      |                      |                      |                      | Richard II           | Richard II           | Richard II | Richard II | Richard II     | Richard II     |                |                | Edmond de Langley | Edmond de Langley | Edmond de Langley | Edmond de Langley | Edmond de Langley     | Edmond de Langley     |                       |                       | Isabelle de Castille  | Isabelle de Castille  | Isabelle de Castille | Isabelle de Castille | Isabelle de Castille | Isabelle de Castille |                |                |               |               |                     |                     |                     |                     | Edmond Mortimer     | Edmond Mortimer     | Edmond Mortimer   | Edmond Mortimer   | Edmond Mortimer    | Edmond Mortimer    |                    |                    | Philippa de Clarence | Philippa de Clarence | Philippa de Clarence  | Philippa de Clarence  | Philippa de Clarence  | Philippa de Clarence  |                       |                       |                    |                    |                 |                 |                 |                 |                     |                     |                     |                     |                      |                     |                     |                     |                     |                     |                    |                    |                    |                    |                    |                    |                  |                  |                |                |                 |                 |                 |                 |                        |                        |                        |                        |                        |                        |                      |                      |                      |                      |                      |                      |                     |                     |                     |                     |                     |                     |                    |                    |                    |                    |            |            |              |              |              |              |               |               |               |               |                     |                     |                     |                     |                      |                      |                      |                      |                      |                      |                    |                    |                    |                    |                 |                 |                 |                 |  |  |                    |                    |                    |                    |                    |                    |  |  |  |  |  |  |  |  |  |  |  |  |  |  |  |  |  |  |  |  |  |  |  |  |  |  |  |  |
|                      |                      |                      |                      | Richard II           | Richard II           | Richard II | Richard II | Richard II     | Richard II     |                |                | Edmond de Langley | Edmond de Langley | Edmond de Langley | Edmond de Langley | Edmond de Langley     | Edmond de Langley     |                       |                       | Isabelle de Castille  | Isabelle de Castille  | Isabelle de Castille | Isabelle de Castille | Isabelle de Castille | Isabelle de Castille |                |                |               |               |                     |                     |                     |                     | Edmond Mortimer     | Edmond Mortimer     | Edmond Mortimer   | Edmond Mortimer   | Edmond Mortimer    | Edmond Mortimer    |                    |                    | Philippa de Clarence | Philippa de Clarence | Philippa de Clarence  | Philippa de Clarence  | Philippa de Clarence  | Philippa de Clarence  |                       |                       |                    |                    |                 |                 |                 |                 |                     |                     |                     |                     |                      |                     |                     |                     |                     |                     |                    |                    |                    |                    |                    |                    |                  |                  |                |                |                 |                 |                 |                 |                        |                        |                        |                        |                        |                        |                      |                      |                      |                      |                      |                      |                     |                     |                     |                     |                     |                     |                    |                    |                    |                    |            |            |              |              |              |              |               |               |               |               |                     |                     |                     |                     |                      |                      |                      |                      |                      |                      |                    |                    |                    |                    |                 |                 |                 |                 |  |  |                    |                    |                    |                    |                    |                    |  |  |  |  |  |  |  |  |  |  |  |  |  |  |  |  |  |  |  |  |  |  |  |  |  |  |  |  |
|                      |                      |                      |                      |                      |                      |            |            |                |                |                |                |                   |                   |                   |                   |                       |                       |                       |                       |                       |                       |                      |                      |                      |                      |                |                |               |               |                     |                     |                     |                     |                     |                     |                   |                   |                    |                    |                    |                    |                      |                      |                       |                       |                       |                       |                       |                       |                    |                    |                 |                 |                 |                 |                     |                     |                     |                     |                      |                     |                     |                     |                     |                     |                    |                    |                    |                    |                    |                    |                  |                  |                |                |                 |                 |                 |                 |                        |                        |                        |                        |                        |                        |                      |                      |                      |                      |                      |                      |                     |                     |                     |                     |                     |                     |                    |                    |                    |                    |            |            |              |              |              |              |               |               |               |               |                     |                     |                     |                     |                      |                      |                      |                      |                      |                      |                    |                    |                    |                    |                 |                 |                 |                 |  |  |                    |                    |                    |                    |                    |                    |  |  |  |  |  |  |  |  |  |  |  |  |  |  |  |  |  |  |  |  |  |  |  |  |  |  |  |  |
|                      |                      |                      |                      |                      |                      |            |            |                |                |                |                |                   |                   |                   |                   |                       |                       |                       |                       |                       |                       |                      |                      |                      |                      |                |                |               |               |                     |                     |                     |                     |                     |                     |                   |                   |                    |                    |                    |                    |                      |                      |                       |                       |                       |                       |                       |                       |                    |                    |                 |                 |                 |                 |                     |                     |                     |                     |                      |                     |                     |                     |                     |                     |                    |                    |                    |                    |                    |                    |                  |                  |                |                |                 |                 |                 |                 |                        |                        |                        |                        |                        |                        |                      |                      |                      |                      |                      |                      |                     |                     |                     |                     |                     |                     |                    |                    |                    |                    |            |            |              |              |              |              |               |               |               |               |                     |                     |                     |                     |                      |                      |                      |                      |                      |                      |                    |                    |                    |                    |                 |                 |                 |                 |  |  |                    |                    |                    |                    |                    |                    |  |  |  |  |  |  |  |  |  |  |  |  |  |  |  |  |  |  |  |  |  |  |  |  |  |  |  |  |
|                      |                      |                      |                      |                      |                      |            |            |                |                |                |                |                   |                   |                   |                   |                       |                       |                       |                       |                       |                       | Roger Mortimer       | Roger Mortimer       | Roger Mortimer       | Roger Mortimer       | Roger Mortimer | Roger Mortimer |               |               | Aliénor Holland     | Aliénor Holland     | Aliénor Holland     | Aliénor Holland     | Aliénor Holland     | Aliénor Holland     |                   |                   | Henry Percy        | Henry Percy        | Henry Percy        | Henry Percy        | Henry Percy          | Henry Percy          |                       |                       | Elizabeth Mortimer    | Elizabeth Mortimer    | Elizabeth Mortimer    | Elizabeth Mortimer    | Elizabeth Mortimer | Elizabeth Mortimer |                 |                 |                 |                 | Ralph Neville       | Ralph Neville       | Ralph Neville       | Ralph Neville       | Ralph Neville        | Ralph Neville       |                     |                     | Jeanne Beaufort     | Jeanne Beaufort     | Jeanne Beaufort    | Jeanne Beaufort    | Jeanne Beaufort    | Jeanne Beaufort    |                    |                    |                  |                  |                |                |                 |                 |                 |                 | Henri IV               | Henri IV               | Henri IV               | Henri IV               | Henri IV               | Henri IV               |                      |                      | Marie de Bohun       | Marie de Bohun       | Marie de Bohun       | Marie de Bohun       | Marie de Bohun      | Marie de Bohun      |                     |                     |                     |                     |                    |                    |                    |                    |            |            |              |              |              |              |               |               |               |               | Jean Beaufort       | Jean Beaufort       | Jean Beaufort       | Jean Beaufort       | Jean Beaufort        | Jean Beaufort        |                      |                      | Marguerite Holland   | Marguerite Holland   | Marguerite Holland | Marguerite Holland | Marguerite Holland | Marguerite Holland |                 |                 |                 |                 |  |  |                    |                    |                    |                    |                    |                    |  |  |  |  |  |  |  |  |  |  |  |  |  |  |  |  |  |  |  |  |  |  |  |  |  |  |  |  |
|                      |                      |                      |                      |                      |                      |            |            |                |                |                |                |                   |                   |                   |                   |                       |                       |                       |                       |                       |                       | Roger Mortimer       | Roger Mortimer       | Roger Mortimer       | Roger Mortimer       | Roger Mortimer | Roger Mortimer |               |               | Aliénor Holland     | Aliénor Holland     | Aliénor Holland     | Aliénor Holland     | Aliénor Holland     | Aliénor Holland     |                   |                   | Henry Percy        | Henry Percy        | Henry Percy        | Henry Percy        | Henry Percy          | Henry Percy          |                       |                       | Elizabeth Mortimer    | Elizabeth Mortimer    | Elizabeth Mortimer    | Elizabeth Mortimer    | Elizabeth Mortimer | Elizabeth Mortimer |                 |                 |                 |                 | Ralph Neville       | Ralph Neville       | Ralph Neville       | Ralph Neville       | Ralph Neville        | Ralph Neville       |                     |                     | Jeanne Beaufort     | Jeanne Beaufort     | Jeanne Beaufort    | Jeanne Beaufort    | Jeanne Beaufort    | Jeanne Beaufort    |                    |                    |                  |                  |                |                |                 |                 |                 |                 | Henri IV               | Henri IV               | Henri IV               | Henri IV               | Henri IV               | Henri IV               |                      |                      | Marie de Bohun       | Marie de Bohun       | Marie de Bohun       | Marie de Bohun       | Marie de Bohun      | Marie de Bohun      |                     |                     |                     |                     |                    |                    |                    |                    |            |            |              |              |              |              |               |               |               |               | Jean Beaufort       | Jean Beaufort       | Jean Beaufort       | Jean Beaufort       | Jean Beaufort        | Jean Beaufort        |                      |                      | Marguerite Holland   | Marguerite Holland   | Marguerite Holland | Marguerite Holland | Marguerite Holland | Marguerite Holland |                 |                 |                 |                 |  |  |                    |                    |                    |                    |                    |                    |  |  |  |  |  |  |  |  |  |  |  |  |  |  |  |  |  |  |  |  |  |  |  |  |  |  |  |  |
|                      |                      |                      |                      |                      |                      |            |            |                |                |                |                |                   |                   |                   |                   |                       |                       |                       |                       |                       |                       |                      |                      |                      |                      |                |                |               |               |                     |                     |                     |                     |                     |                     |                   |                   |                    |                    |                    |                    |                      |                      |                       |                       |                       |                       |                       |                       |                    |                    |                 |                 |                 |                 |                     |                     |                     |                     |                      |                     |                     |                     |                     |                     |                    |                    |                    |                    |                    |                    |                  |                  |                |                |                 |                 |                 |                 |                        |                        |                        |                        |                        |                        |                      |                      |                      |                      |                      |                      |                     |                     |                     |                     |                     |                     |                    |                    |                    |                    |            |            |              |              |              |              |               |               |               |               |                     |                     |                     |                     |                      |                      |                      |                      |                      |                      |                    |                    |                    |                    |                 |                 |                 |                 |  |  |                    |                    |                    |                    |                    |                    |  |  |  |  |  |  |  |  |  |  |  |  |  |  |  |  |  |  |  |  |  |  |  |  |  |  |  |  |
|                      |                      |                      |                      |                      |                      |            |            |                |                |                |                |                   |                   |                   |                   |                       |                       |                       |                       |                       |                       |                      |                      |                      |                      |                |                |               |               |                     |                     |                     |                     |                     |                     |                   |                   |                    |                    |                    |                    |                      |                      |                       |                       |                       |                       |                       |                       |                    |                    |                 |                 |                 |                 |                     |                     |                     |                     |                      |                     |                     |                     |                     |                     |                    |                    |                    |                    |                    |                    |                  |                  |                |                |                 |                 |                 |                 |                        |                        |                        |                        |                        |                        |                      |                      |                      |                      |                      |                      |                     |                     |                     |                     |                     |                     |                    |                    |                    |                    |            |            |              |              |              |              |               |               |               |               |                     |                     |                     |                     |                      |                      |                      |                      |                      |                      |                    |                    |                    |                    |                 |                 |                 |                 |  |  |                    |                    |                    |                    |                    |                    |  |  |  |  |  |  |  |  |  |  |  |  |  |  |  |  |  |  |  |  |  |  |  |  |  |  |  |  |
|                      |                      |                      |                      |                      |                      |            |            |                |                |                |                |                   |                   |                   |                   | Richard de Conisburgh | Richard de Conisburgh | Richard de Conisburgh | Richard de Conisburgh | Richard de Conisburgh | Richard de Conisburgh |                      |                      | Anne Mortimer        | Anne Mortimer        | Anne Mortimer  | Anne Mortimer  | Anne Mortimer | Anne Mortimer |                     |                     |                     |                     |                     |                     | Henry Percy       | Henry Percy       | Henry Percy        | Henry Percy        | Henry Percy        | Henry Percy        |                      |                      | Éléonore Neville      | Éléonore Neville      | Éléonore Neville      | Éléonore Neville      | Éléonore Neville      | Éléonore Neville      |                    |                    | William Neville | William Neville | William Neville | William Neville | William Neville     | William Neville     |                     |                     | Jeanne Fauconberg    | Jeanne Fauconberg   | Jeanne Fauconberg   | Jeanne Fauconberg   | Jeanne Fauconberg   | Jeanne Fauconberg   |                    |                    | Richard Neville    | Richard Neville    | Richard Neville    | Richard Neville    | Richard Neville  | Richard Neville  |                |                | Alice Montagu   | Alice Montagu   | Alice Montagu   | Alice Montagu   | Alice Montagu          | Alice Montagu          |                        |                        | Henri V                | Henri V                | Henri V              | Henri V              | Henri V              | Henri V              |                      |                      | Catherine de France | Catherine de France | Catherine de France | Catherine de France | Catherine de France | Catherine de France |                    |                    | Owen Tudor         | Owen Tudor         | Owen Tudor | Owen Tudor | Owen Tudor   | Owen Tudor   |              |              | Jean Beaufort | Jean Beaufort | Jean Beaufort | Jean Beaufort | Jean Beaufort       | Jean Beaufort       |                     |                     | Marguerite Beauchamp | Marguerite Beauchamp | Marguerite Beauchamp | Marguerite Beauchamp | Marguerite Beauchamp | Marguerite Beauchamp |                    |                    | Edmond Beaufort    | Edmond Beaufort    | Edmond Beaufort | Edmond Beaufort | Edmond Beaufort | Edmond Beaufort |  |  | Éléonore Beauchamp | Éléonore Beauchamp | Éléonore Beauchamp | Éléonore Beauchamp | Éléonore Beauchamp | Éléonore Beauchamp |  |  |  |  |  |  |  |  |  |  |  |  |  |  |  |  |  |  |  |  |  |  |  |  |  |  |  |  |
|                      |                      |                      |                      |                      |                      |            |            |                |                |                |                |                   |                   |                   |                   | Richard de Conisburgh | Richard de Conisburgh | Richard de Conisburgh | Richard de Conisburgh | Richard de Conisburgh | Richard de Conisburgh |                      |                      | Anne Mortimer        | Anne Mortimer        | Anne Mortimer  | Anne Mortimer  | Anne Mortimer | Anne Mortimer |                     |                     |                     |                     |                     |                     | Henry Percy       | Henry Percy       | Henry Percy        | Henry Percy        | Henry Percy        | Henry Percy        |                      |                      | Éléonore Neville      | Éléonore Neville      | Éléonore Neville      | Éléonore Neville      | Éléonore Neville      | Éléonore Neville      |                    |                    | William Neville | William Neville | William Neville | William Neville | William Neville     | William Neville     |                     |                     | Jeanne Fauconberg    | Jeanne Fauconberg   | Jeanne Fauconberg   | Jeanne Fauconberg   | Jeanne Fauconberg   | Jeanne Fauconberg   |                    |                    | Richard Neville    | Richard Neville    | Richard Neville    | Richard Neville    | Richard Neville  | Richard Neville  |                |                | Alice Montagu   | Alice Montagu   | Alice Montagu   | Alice Montagu   | Alice Montagu          | Alice Montagu          |                        |                        | Henri V                | Henri V                | Henri V              | Henri V              | Henri V              | Henri V              |                      |                      | Catherine de France | Catherine de France | Catherine de France | Catherine de France | Catherine de France | Catherine de France |                    |                    | Owen Tudor         | Owen Tudor         | Owen Tudor | Owen Tudor | Owen Tudor   | Owen Tudor   |              |              | Jean Beaufort | Jean Beaufort | Jean Beaufort | Jean Beaufort | Jean Beaufort       | Jean Beaufort       |                     |                     | Marguerite Beauchamp | Marguerite Beauchamp | Marguerite Beauchamp | Marguerite Beauchamp | Marguerite Beauchamp | Marguerite Beauchamp |                    |                    | Edmond Beaufort    | Edmond Beaufort    | Edmond Beaufort | Edmond Beaufort | Edmond Beaufort | Edmond Beaufort |  |  | Éléonore Beauchamp | Éléonore Beauchamp | Éléonore Beauchamp | Éléonore Beauchamp | Éléonore Beauchamp | Éléonore Beauchamp |  |  |  |  |  |  |  |  |  |  |  |  |  |  |  |  |  |  |  |  |  |  |  |  |  |  |  |  |
|                      |                      |                      |                      |                      |                      |            |            |                |                |                |                |                   |                   |                   |                   |                       |                       |                       |                       |                       |                       |                      |                      |                      |                      |                |                |               |               |                     |                     |                     |                     |                     |                     |                   |                   |                    |                    |                    |                    |                      |                      |                       |                       |                       |                       |                       |                       |                    |                    |                 |                 |                 |                 |                     |                     |                     |                     |                      |                     |                     |                     |                     |                     |                    |                    |                    |                    |                    |                    |                  |                  |                |                |                 |                 |                 |                 |                        |                        |                        |                        |                        |                        |                      |                      |                      |                      |                      |                      |                     |                     |                     |                     |                     |                     |                    |                    |                    |                    |            |            |              |              |              |              |               |               |               |               |                     |                     |                     |                     |                      |                      |                      |                      |                      |                      |                    |                    |                    |                    |                 |                 |                 |                 |  |  |                    |                    |                    |                    |                    |                    |  |  |  |  |  |  |  |  |  |  |  |  |  |  |  |  |  |  |  |  |  |  |  |  |  |  |  |  |
|                      |                      |                      |                      |                      |                      |            |            |                |                |                |                |                   |                   |                   |                   |                       |                       |                       |                       |                       |                       |                      |                      |                      |                      |                |                |               |               |                     |                     |                     |                     |                     |                     |                   |                   |                    |                    | Henry Percy        |                    |                      |                      |                       |                       |                       |                       |                       |                       |                    |                    |                 |                 |                 |                 |                     |                     |                     |                     |                      |                     |                     |                     |                     |                     |                    |                    |                    |                    |                    |                    |                  |                  |                |                |                 |                 |                 |                 |                        |                        |                        |                        |                        |                        |                      |                      |                      |                      |                      |                      |                     |                     |                     |                     |                     |                     |                    |                    |                    |                    |            |            |              |              |              |              |               |               |               |               |                     |                     |                     |                     |                      |                      |                      |                      |                      |                      |                    |                    |                    |                    |                 |                 |                 |                 |  |  |                    |                    |                    |                    |                    |                    |  |  |  |  |  |  |  |  |  |  |  |  |  |  |  |  |  |  |  |  |  |  |  |  |  |  |  |  |
|                      |                      |                      |                      |                      |                      |            |            |                |                |                |                |                   |                   |                   |                   |                       |                       |                       |                       |                       |                       |                      |                      |                      |                      |                |                |               |               |                     |                     |                     |                     |                     |                     |                   |                   |                    |                    |                    |                    |                      |                      |                       |                       |                       |                       |                       |                       |                    |                    |                 |                 |                 |                 |                     |                     |                     |                     |                      |                     |                     |                     |                     |                     |                    |                    |                    |                    |                    |                    |                  |                  |                |                |                 |                 |                 |                 |                        |                        |                        |                        |                        |                        |                      |                      |                      |                      |                      |                      |                     |                     |                     |                     |                     |                     |                    |                    |                    |                    |            |            |              |              |              |              |               |               |               |               |                     |                     |                     |                     |                      |                      |                      |                      |                      |                      |                    |                    |                    |                    |                 |                 |                 |                 |  |  |                    |                    |                    |                    |                    |                    |  |  |  |  |  |  |  |  |  |  |  |  |  |  |  |  |  |  |  |  |  |  |  |  |  |  |  |  |
|                      |                      |                      |                      |                      |                      |            |            |                |                |                |                |                   |                   |                   |                   |                       |                       |                       |                       |                       |                       |                      |                      |                      |                      |                |                |               |               |                     |                     |                     |                     |                     |                     |                   |                   |                    |                    |                    |                    |                      |                      |                       |                       |                       |                       |                       |                       |                    |                    |                 |                 |                 |                 |                     |                     |                     |                     |                      |                     |                     |                     |                     |                     |                    |                    |                    |                    |                    |                    |                  |                  |                |                |                 |                 |                 |                 |                        |                        |                        |                        |                        |                        |                      |                      |                      |                      |                      |                      |                     |                     |                     |                     |                     |                     |                    |                    |                    |                    |            |            |              |              |              |              |               |               |               |               |                     |                     |                     |                     |                      |                      |                      |                      |                      |                      |                    |                    |                    |                    |                 |                 |                 |                 |  |  |                    |                    |                    |                    |                    |                    |  |  |  |  |  |  |  |  |  |  |  |  |  |  |  |  |  |  |  |  |  |  |  |  |  |  |  |  |
|                      |                      |                      |                      |                      |                      |            |            |                |                |                |                |                   |                   |                   |                   |                       |                       |                       |                       |                       |                       |                      |                      |                      |                      |                |                |               |               |                     |                     |                     |                     |                     |                     |                   |                   |                    |                    |                    |                    |                      |                      |                       |                       |                       |                       |                       |                       |                    |                    |                 |                 |                 |                 |                     |                     |                     |                     |                      |                     |                     |                     |                     |                     |                    |                    |                    |                    |                    |                    |                  |                  |                |                |                 |                 |                 |                 |                        |                        |                        |                        |                        |                        |                      |                      |                      |                      |                      |                      |                     |                     |                     |                     |                     |                     |                    |                    |                    |                    |            |            |              |              |              |              |               |               |               |               |                     |                     |                     |                     |                      |                      |                      |                      |                      |                      |                    |                    |                    |                    |                 |                 |                 |                 |  |  |                    |                    |                    |                    |                    |                    |  |  |  |  |  |  |  |  |  |  |  |  |  |  |  |  |  |  |  |  |  |  |  |  |  |  |  |  |
|                      |                      |                      |                      |                      |                      |            |            |                |                |                |                |                   |                   |                   |                   |                       |                       |                       |                       |                       |                       |                      |                      |                      |                      |                |                |               |               |                     |                     |                     |                     |                     |                     |                   |                   |                    |                    | Richard d'York     | Richard d'York     | Richard d'York       | Richard d'York       | Richard d'York        | Richard d'York        |                       |                       | Cécile Neville        | Cécile Neville        | Cécile Neville     | Cécile Neville     | Cécile Neville  | Cécile Neville  |                 |                 | Thomas Neville      | Thomas Neville      | Thomas Neville      | Thomas Neville      | Thomas Neville       | Thomas Neville      |                     |                     | Richard Neville     | Richard Neville     | Richard Neville    | Richard Neville    | Richard Neville    | Richard Neville    |                    |                    | Anne Beauchamp   | Anne Beauchamp   | Anne Beauchamp | Anne Beauchamp | Anne Beauchamp  | Anne Beauchamp  |                 |                 | John Neville           | John Neville           | John Neville           | John Neville           | John Neville           | John Neville           |                      |                      | Henri VI             | Henri VI             | Henri VI             | Henri VI             | Henri VI            | Henri VI            |                     |                     | Marguerite d'Anjou  | Marguerite d'Anjou  | Marguerite d'Anjou | Marguerite d'Anjou | Marguerite d'Anjou | Marguerite d'Anjou |            |            | Edmond Tudor | Edmond Tudor | Edmond Tudor | Edmond Tudor | Edmond Tudor  | Edmond Tudor  |               |               | Marguerite Beaufort | Marguerite Beaufort | Marguerite Beaufort | Marguerite Beaufort | Marguerite Beaufort  | Marguerite Beaufort  |                      |                      |                      |                      |                    |                    | Henri Beaufort     | Henri Beaufort     | Henri Beaufort  | Henri Beaufort  | Henri Beaufort  | Henri Beaufort  |  |  | Edmond Beaufort    | Edmond Beaufort    | Edmond Beaufort    | Edmond Beaufort    | Edmond Beaufort    | Edmond Beaufort    |  |  |  |  |  |  |  |  |  |  |  |  |  |  |  |  |  |  |  |  |  |  |  |  |  |  |  |  |
|                      |                      |                      |                      |                      |                      |            |            |                |                |                |                |                   |                   |                   |                   |                       |                       |                       |                       |                       |                       |                      |                      |                      |                      |                |                |               |               |                     |                     |                     |                     |                     |                     |                   |                   |                    |                    | Richard d'York     | Richard d'York     | Richard d'York       | Richard d'York       | Richard d'York        | Richard d'York        |                       |                       | Cécile Neville        | Cécile Neville        | Cécile Neville     | Cécile Neville     | Cécile Neville  | Cécile Neville  |                 |                 | Thomas Neville      | Thomas Neville      | Thomas Neville      | Thomas Neville      | Thomas Neville       | Thomas Neville      |                     |                     | Richard Neville     | Richard Neville     | Richard Neville    | Richard Neville    | Richard Neville    | Richard Neville    |                    |                    | Anne Beauchamp   | Anne Beauchamp   | Anne Beauchamp | Anne Beauchamp | Anne Beauchamp  | Anne Beauchamp  |                 |                 | John Neville           | John Neville           | John Neville           | John Neville           | John Neville           | John Neville           |                      |                      | Henri VI             | Henri VI             | Henri VI             | Henri VI             | Henri VI            | Henri VI            |                     |                     | Marguerite d'Anjou  | Marguerite d'Anjou  | Marguerite d'Anjou | Marguerite d'Anjou | Marguerite d'Anjou | Marguerite d'Anjou |            |            | Edmond Tudor | Edmond Tudor | Edmond Tudor | Edmond Tudor | Edmond Tudor  | Edmond Tudor  |               |               | Marguerite Beaufort | Marguerite Beaufort | Marguerite Beaufort | Marguerite Beaufort | Marguerite Beaufort  | Marguerite Beaufort  |                      |                      |                      |                      |                    |                    | Henri Beaufort     | Henri Beaufort     | Henri Beaufort  | Henri Beaufort  | Henri Beaufort  | Henri Beaufort  |  |  | Edmond Beaufort    | Edmond Beaufort    | Edmond Beaufort    | Edmond Beaufort    | Edmond Beaufort    | Edmond Beaufort    |  |  |  |  |  |  |  |  |  |  |  |  |  |  |  |  |  |  |  |  |  |  |  |  |  |  |  |  |
|                      |                      |                      |                      |                      |                      |            |            |                |                |                |                |                   |                   |                   |                   |                       |                       |                       |                       |                       |                       |                      |                      |                      |                      |                |                |               |               |                     |                     |                     |                     |                     |                     |                   |                   |                    |                    |                    |                    |                      |                      |                       |                       |                       |                       |                       |                       |                    |                    |                 |                 |                 |                 |                     |                     |                     |                     |                      |                     |                     |                     |                     |                     |                    |                    |                    |                    |                    |                    |                  |                  |                |                |                 |                 |                 |                 |                        |                        |                        |                        |                        |                        |                      |                      |                      |                      |                      |                      |                     |                     |                     |                     |                     |                     |                    |                    |                    |                    |            |            |              |              |              |              |               |               |               |               |                     |                     |                     |                     |                      |                      |                      |                      |                      |                      |                    |                    |                    |                    |                 |                 |                 |                 |  |  |                    |                    |                    |                    |                    |                    |  |  |  |  |  |  |  |  |  |  |  |  |  |  |  |  |  |  |  |  |  |  |  |  |  |  |  |  |
|                      |                      |                      |                      |                      |                      |            |            |                |                |                |                |                   |                   |                   |                   |                       |                       |                       |                       |                       |                       |                      |                      |                      |                      |                |                |               |               |                     |                     |                     |                     |                     |                     |                   |                   |                    |                    |                    |                    |                      |                      |                       |                       |                       |                       |                       |                       |                    |                    |                 |                 |                 |                 |                     |                     |                     |                     |                      |                     |                     |                     |                     |                     |                    |                    |                    |                    |                    |                    |                  |                  |                |                |                 |                 |                 |                 |                        |                        |                        |                        |                        |                        |                      |                      |                      |                      |                      |                      |                     |                     |                     |                     |                     |                     |                    |                    |                    |                    |            |            |              |              |              |              |               |               |               |               |                     |                     |                     |                     |                      |                      |                      |                      |                      |                      |                    |                    |                    |                    |                 |                 |                 |                 |  |  |                    |                    |                    |                    |                    |                    |  |  |  |  |  |  |  |  |  |  |  |  |  |  |  |  |  |  |  |  |  |  |  |  |  |  |  |  |
|                      |                      |                      |                      |                      |                      |            |            |                |                |                |                |                   |                   |                   |                   |                       |                       |                       |                       |                       |                       |                      |                      |                      |                      |                |                |               |               |                     |                     |                     |                     |                     |                     |                   |                   |                    |                    |                    |                    |                      |                      |                       |                       |                       |                       |                       |                       |                    |                    |                 |                 |                 |                 | Georges Plantagenêt | Georges Plantagenêt | Georges Plantagenêt | Georges Plantagenêt | Georges Plantagenêt  | Georges Plantagenêt |                     |                     | Isabelle Neville    | Isabelle Neville    | Isabelle Neville   | Isabelle Neville   | Isabelle Neville   | Isabelle Neville   |                    |                    |                  |                  |                |                |                 |                 |                 |                 |                        |                        |                        |                        |                        |                        |                      |                      |                      |                      |                      |                      |                     |                     |                     |                     |                     |                     |                    |                    |                    |                    |            |            |              |              |              |              |               |               |               |               |                     |                     |                     |                     |                      |                      |                      |                      |                      |                      |                    |                    |                    |                    |                 |                 |                 |                 |  |  |                    |                    |                    |                    |                    |                    |  |  |  |  |  |  |  |  |  |  |  |  |  |  |  |  |  |  |  |  |  |  |  |  |  |  |  |  |
|                      |                      |                      |                      |                      |                      |            |            |                |                |                |                |                   |                   |                   |                   |                       |                       |                       |                       |                       |                       |                      |                      |                      |                      |                |                |               |               |                     |                     |                     |                     |                     |                     |                   |                   |                    |                    |                    |                    |                      |                      |                       |                       |                       |                       |                       |                       |                    |                    |                 |                 |                 |                 | Georges Plantagenêt | Georges Plantagenêt | Georges Plantagenêt | Georges Plantagenêt | Georges Plantagenêt  | Georges Plantagenêt |                     |                     | Isabelle Neville    | Isabelle Neville    | Isabelle Neville   | Isabelle Neville   | Isabelle Neville   | Isabelle Neville   |                    |                    |                  |                  |                |                |                 |                 |                 |                 |                        |                        |                        |                        |                        |                        |                      |                      |                      |                      |                      |                      |                     |                     |                     |                     |                     |                     |                    |                    |                    |                    |            |            |              |              |              |              |               |               |               |               |                     |                     |                     |                     |                      |                      |                      |                      |                      |                      |                    |                    |                    |                    |                 |                 |                 |                 |  |  |                    |                    |                    |                    |                    |                    |  |  |  |  |  |  |  |  |  |  |  |  |  |  |  |  |  |  |  |  |  |  |  |  |  |  |  |  |
|                      |                      |                      |                      |                      |                      |            |            |                |                |                |                |                   |                   |                   |                   |                       |                       |                       |                       |                       |                       | Édouard IV           | Édouard IV           | Édouard IV           | Édouard IV           | Édouard IV     | Édouard IV     |               |               | Élisabeth Woodville | Élisabeth Woodville | Élisabeth Woodville | Élisabeth Woodville | Élisabeth Woodville | Élisabeth Woodville |                   |                   | Edmond Plantagenêt | Edmond Plantagenêt | Edmond Plantagenêt | Edmond Plantagenêt | Edmond Plantagenêt   | Edmond Plantagenêt   |                       |                       | Richard III           | Richard III           | Richard III           | Richard III           | Richard III        | Richard III        |                 |                 |                 |                 |                     |                     |                     |                     |                      |                     |                     |                     |                     |                     |                    |                    |                    |                    |                    |                    | Anne Neville     | Anne Neville     | Anne Neville   | Anne Neville   | Anne Neville    | Anne Neville    |                 |                 | Édouard de Westminster | Édouard de Westminster | Édouard de Westminster | Édouard de Westminster | Édouard de Westminster | Édouard de Westminster |                      |                      |                      |                      |                      |                      |                     |                     |                     |                     |                     |                     |                    |                    |                    |                    |            |            |              |              |              |              |               |               |               |               |                     |                     |                     |                     |                      |                      |                      |                      |                      |                      |                    |                    |                    |                    |                 |                 |                 |                 |  |  |                    |                    |                    |                    |                    |                    |  |  |  |  |  |  |  |  |  |  |  |  |  |  |  |  |  |  |  |  |  |  |  |  |  |  |  |  |
|                      |                      |                      |                      |                      |                      |            |            |                |                |                |                |                   |                   |                   |                   |                       |                       |                       |                       |                       |                       | Édouard IV           | Édouard IV           | Édouard IV           | Édouard IV           | Édouard IV     | Édouard IV     |               |               | Élisabeth Woodville | Élisabeth Woodville | Élisabeth Woodville | Élisabeth Woodville | Élisabeth Woodville | Élisabeth Woodville |                   |                   | Edmond Plantagenêt | Edmond Plantagenêt | Edmond Plantagenêt | Edmond Plantagenêt | Edmond Plantagenêt   | Edmond Plantagenêt   |                       |                       | Richard III           | Richard III           | Richard III           | Richard III           | Richard III        | Richard III        |                 |                 |                 |                 |                     |                     |                     |                     |                      |                     |                     |                     |                     |                     |                    |                    |                    |                    |                    |                    | Anne Neville     | Anne Neville     | Anne Neville   | Anne Neville   | Anne Neville    | Anne Neville    |                 |                 | Édouard de Westminster | Édouard de Westminster | Édouard de Westminster | Édouard de Westminster | Édouard de Westminster | Édouard de Westminster |                      |                      |                      |                      |                      |                      |                     |                     |                     |                     |                     |                     |                    |                    |                    |                    |            |            |              |              |              |              |               |               |               |               |                     |                     |                     |                     |                      |                      |                      |                      |                      |                      |                    |                    |                    |                    |                 |                 |                 |                 |  |  |                    |                    |                    |                    |                    |                    |  |  |  |  |  |  |  |  |  |  |  |  |  |  |  |  |  |  |  |  |  |  |  |  |  |  |  |  |
|                      |                      |                      |                      |                      |                      |            |            |                |                |                |                |                   |                   |                   |                   |                       |                       |                       |                       |                       |                       |                      |                      |                      |                      |                |                |               |               |                     |                     |                     |                     |                     |                     |                   |                   |                    |                    |                    |                    |                      |                      |                       |                       |                       |                       |                       |                       |                    |                    |                 |                 |                 |                 |                     |                     |                     |                     | Édouard de Middleham |                     |                     |                     |                     |                     |                    |                    |                    |                    |                    |                    |                  |                  |                |                |                 |                 |                 |                 |                        |                        |                        |                        |                        |                        |                      |                      |                      |                      |                      |                      |                     |                     |                     |                     |                     |                     |                    |                    |                    |                    |            |            |              |              |              |              |               |               |               |               |                     |                     |                     |                     |                      |                      |                      |                      |                      |                      |                    |                    |                    |                    |                 |                 |                 |                 |  |  |                    |                    |                    |                    |                    |                    |  |  |  |  |  |  |  |  |  |  |  |  |  |  |  |  |  |  |  |  |  |  |  |  |  |  |  |  |
|                      |                      |                      |                      |                      |                      |            |            |                |                |                |                |                   |                   |                   |                   |                       |                       |                       |                       |                       |                       |                      |                      |                      |                      |                |                |               |               |                     |                     |                     |                     |                     |                     |                   |                   |                    |                    |                    |                    |                      |                      |                       |                       |                       |                       |                       |                       |                    |                    |                 |                 |                 |                 |                     |                     |                     |                     |                      |                     |                     |                     |                     |                     |                    |                    |                    |                    |                    |                    |                  |                  |                |                |                 |                 |                 |                 |                        |                        |                        |                        |                        |                        |                      |                      |                      |                      |                      |                      |                     |                     |                     |                     |                     |                     |                    |                    |                    |                    |            |            |              |              |              |              |               |               |               |               |                     |                     |                     |                     |                      |                      |                      |                      |                      |                      |                    |                    |                    |                    |                 |                 |                 |                 |  |  |                    |                    |                    |                    |                    |                    |  |  |  |  |  |  |  |  |  |  |  |  |  |  |  |  |  |  |  |  |  |  |  |  |  |  |  |  |
|                      |                      |                      |                      |                      |                      |            |            |                |                |                |                |                   |                   |                   |                   |                       |                       |                       |                       |                       |                       |                      |                      |                      |                      |                |                |               |               |                     |                     |                     |                     |                     |                     |                   |                   |                    |                    |                    |                    |                      |                      |                       |                       |                       |                       |                       |                       |                    |                    |                 |                 |                 |                 |                     |                     |                     |                     |                      |                     |                     |                     |                     |                     |                    |                    |                    |                    |                    |                    |                  |                  |                |                |                 |                 |                 |                 |                        |                        |                        |                        |                        |                        |                      |                      |                      |                      |                      |                      |                     |                     |                     |                     |                     |                     |                    |                    |                    |                    |            |            |              |              |              |              |               |               |               |               |                     |                     |                     |                     |                      |                      |                      |                      |                      |                      |                    |                    |                    |                    |                 |                 |                 |                 |  |  |                    |                    |                    |                    |                    |                    |  |  |  |  |  |  |  |  |  |  |  |  |  |  |  |  |  |  |  |  |  |  |  |  |  |  |  |  |
|                      |                      |                      |                      |                      |                      |            |            |                |                |                |                | Marie d'York      | Marie d'York      | Marie d'York      | Marie d'York      | Marie d'York          | Marie d'York          |                       |                       | Cécile d'York         | Cécile d'York         | Cécile d'York        | Cécile d'York        | Cécile d'York        | Cécile d'York        |                |                | Édouard V     | Édouard V     | Édouard V           | Édouard V           | Édouard V           | Édouard V           |                     |                     | Marguerite d'York | Marguerite d'York | Marguerite d'York  | Marguerite d'York  | Marguerite d'York  | Marguerite d'York  |                      |                      | Richard de Shrewsbury | Richard de Shrewsbury | Richard de Shrewsbury | Richard de Shrewsbury | Richard de Shrewsbury | Richard de Shrewsbury |                    |                    | Anne d'York     | Anne d'York     | Anne d'York     | Anne d'York     | Anne d'York         | Anne d'York         |                     |                     | Georges Plantagenêt  | Georges Plantagenêt | Georges Plantagenêt | Georges Plantagenêt | Georges Plantagenêt | Georges Plantagenêt |                    |                    | Catherine d'York   | Catherine d'York   | Catherine d'York   | Catherine d'York   | Catherine d'York | Catherine d'York |                |                | Brigitte d'York | Brigitte d'York | Brigitte d'York | Brigitte d'York | Brigitte d'York        | Brigitte d'York        |                        |                        | Élisabeth d'York       | Élisabeth d'York       | Élisabeth d'York     | Élisabeth d'York     | Élisabeth d'York     | Élisabeth d'York     |                      |                      | Henri VII           | Henri VII           | Henri VII           | Henri VII           | Henri VII           | Henri VII           |                    |                    |                    |                    |            |            |              |              |              |              |               |               |               |               |                     |                     |                     |                     |                      |                      |                      |                      |                      |                      |                    |                    |                    |                    |                 |                 |                 |                 |  |  |                    |                    |                    |                    |                    |                    |  |  |  |  |  |  |  |  |  |  |  |  |  |  |  |  |  |  |  |  |  |  |  |  |  |  |  |  |
|                      |                      |                      |                      |                      |                      |            |            |                |                |                |                | Marie d'York      | Marie d'York      | Marie d'York      | Marie d'York      | Marie d'York          | Marie d'York          |                       |                       | Cécile d'York         | Cécile d'York         | Cécile d'York        | Cécile d'York        | Cécile d'York        | Cécile d'York        |                |                | Édouard V     | Édouard V     | Édouard V           | Édouard V           | Édouard V           | Édouard V           |                     |                     | Marguerite d'York | Marguerite d'York | Marguerite d'York  | Marguerite d'York  | Marguerite d'York  | Marguerite d'York  |                      |                      | Richard de Shrewsbury | Richard de Shrewsbury | Richard de Shrewsbury | Richard de Shrewsbury | Richard de Shrewsbury | Richard de Shrewsbury |                    |                    | Anne d'York     | Anne d'York     | Anne d'York     | Anne d'York     | Anne d'York         | Anne d'York         |                     |                     | Georges Plantagenêt  | Georges Plantagenêt | Georges Plantagenêt | Georges Plantagenêt | Georges Plantagenêt | Georges Plantagenêt |                    |                    | Catherine d'York   | Catherine d'York   | Catherine d'York   | Catherine d'York   | Catherine d'York | Catherine d'York |                |                | Brigitte d'York | Brigitte d'York | Brigitte d'York | Brigitte d'York | Brigitte d'York        | Brigitte d'York        |                        |                        | Élisabeth d'York       | Élisabeth d'York       | Élisabeth d'York     | Élisabeth d'York     | Élisabeth d'York     | Élisabeth d'York     |                      |                      | Henri VII           | Henri VII           | Henri VII           | Henri VII           | Henri VII           | Henri VII           |                    |                    |                    |                    |            |            |              |              |              |              |               |               |               |               |                     |                     |                     |                     |                      |                      |                      |                      |                      |                      |                    |                    |                    |                    |                 |                 |                 |                 |  |  |                    |                    |                    |                    |                    |                    |  |  |  |  |  |  |  |  |  |  |  |  |  |  |  |  |  |  |  |  |  |  |  |  |  |  |  |  |
|                      |                      |                      |                      |                      |                      |            |            |                |                |                |                |                   |                   |                   |                   |                       |                       |                       |                       |                       |                       |                      |                      |                      |                      |                |                |               |               |                     |                     |                     |                     |                     |                     |                   |                   |                    |                    |                    |                    |                      |                      |                       |                       |                       |                       |                       |                       |                    |                    |                 |                 |                 |                 |                     |                     |                     |                     |                      |                     |                     |                     |                     |                     |                    |                    |                    |                    |                    |                    |                  |                  |                |                |                 |                 |                 |                 |                        |                        |                        |                        |                        |                        |                      |                      |                      |                      |                      |                      |                     |                     |                     |                     |                     |                     |                    |                    |                    |                    |            |            |              |              |              |              |               |               |               |               |                     |                     |                     |                     |                      |                      |                      |                      |                      |                      |                    |                    |                    |                    |                 |                 |                 |                 |  |  |                    |                    |                    |                    |                    |                    |  |  |  |  |  |  |  |  |  |  |  |  |  |  |  |  |  |  |  |  |  |  |  |  |  |  |  |  |
|                      |                      |                      |                      |                      |                      |            |            |                |                |                |                |                   |                   |                   |                   |                       |                       |                       |                       |                       |                       |                      |                      |                      |                      |                |                |               |               |                     |                     |                     |                     |                     |                     |                   |                   |                    |                    |                    |                    |                      |                      |                       |                       |                       |                       |                       |                       |                    |                    |                 |                 |                 |                 |                     |                     |                     |                     |                      |                     |                     |                     |                     |                     |                    |                    |                    |                    |                    |                    |                  |                  |                |                |                 |                 |                 |                 |                        |                        |                        |                        |                        |                        |                      |                      | maison Tudor         |                      |                      |                      |                     |                     |                     |                     |                     |                     |                    |                    |                    |                    |            |            |              |              |              |              |               |               |               |               |                     |                     |                     |                     |                      |                      |                      |                      |                      |                      |                    |                    |                    |                    |                 |                 |                 |                 |  |  |                    |                    |                    |                    |                    |                    |  |  |  |  |  |  |  |  |  |  |  |  |  |  |  |  |  |  |  |  |  |  |  |  |  |  |  |  |

,,,
 : Yorkiste

 : Lancastrien

 : Yorkiste puis Lancastrien

### Le règne d'HenriVI

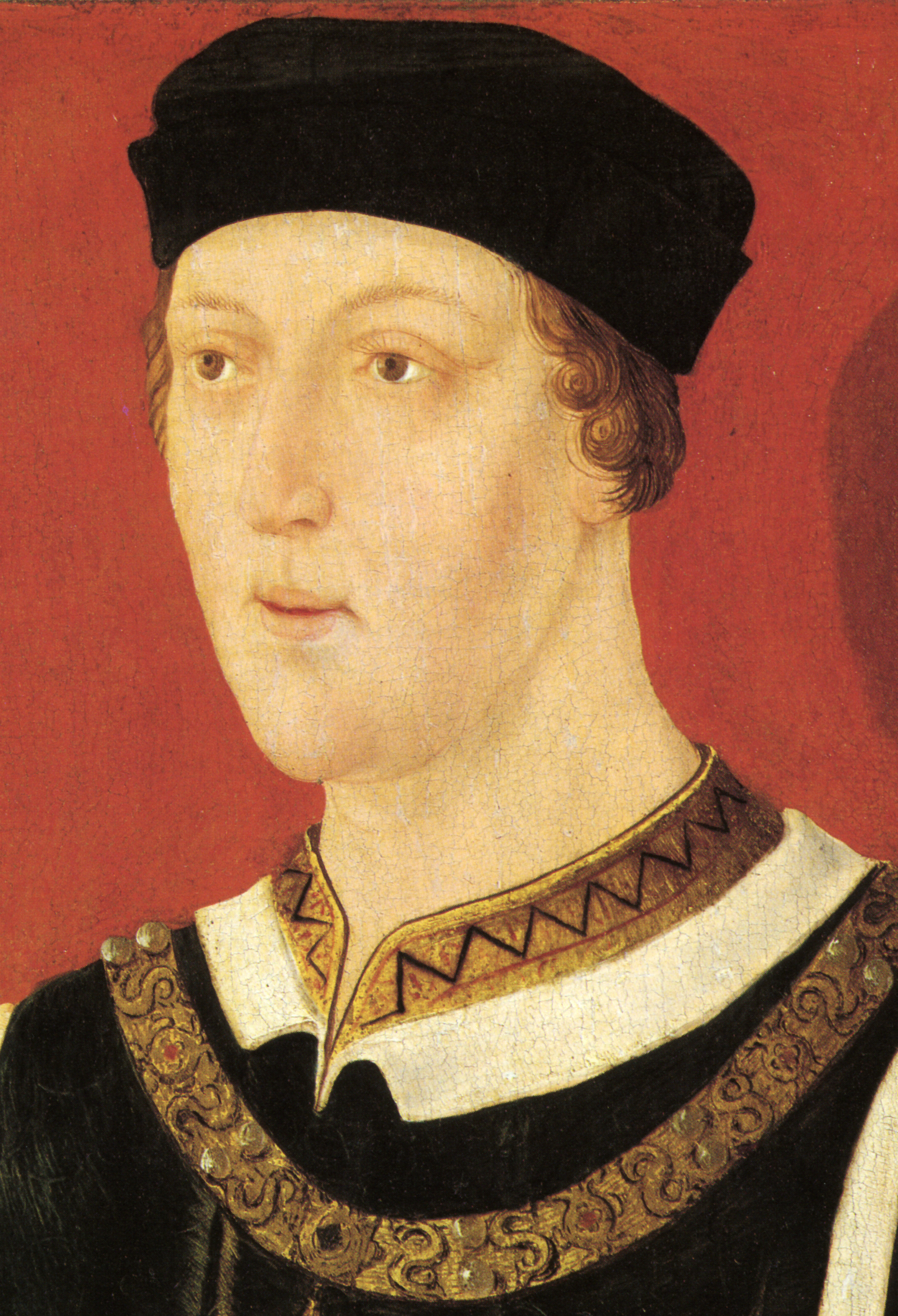
Henri VI

Le roi d'Angleterre Henri VI de Lancastre est entouré de régents et de conseillers impopulaires. Les plus connus d'entre eux sont Edmond Beaufort, 2e duc de Somerset, et William de la Pole, 1er duc de Suffolk, à qui l'on reproche de mal diriger le gouvernement et de conduire de façon lamentable la guerre de Cent Ans, qui se prolonge alors avec la France, où Charles VII est sacré roi en 1429 à Reims, tandis qu'Henri VI ne peut l'être qu'en 1431 à Paris. Sous Henri VI, pratiquement toutes les possessions anglaises sur le continent, y compris les territoires gagnés par Henri V, ont été perdues. Henri VI est considéré comme un roi faible et inefficace. De plus, il souffre par moments de troubles mentaux qu'il a peut-être hérités de son grand-père, le roi de France Charles VI. Avant les années 1450 et la perte définitive du duché de Normandie, reconquis en 1419 par Henri V, beaucoup considèrent déjà Henri comme un incapable. Les rois Lancastre ont d'ailleurs été tourmentés par la question de leur légitimité et la maison d'York pense avoir des droits au trône beaucoup plus forts.
Le désordre croissant à la cour se reflète dans tout le pays, où les familles nobles se livrent à des querelles privées et respectent de moins en moins l'autorité royale et les tribunaux. La querelle Percy-Neville est la plus connue de ces guerres privées, mais d'autres s'accomplissent également en toute liberté. Dans bien des cas, il s'agit de luttes dans une région entre des familles établies depuis longtemps et la petite noblesse d'autrefois dont Henri IV avait accru le pouvoir et l'influence à la suite des rébellions des grandes familles organisées contre lui. La querelle dans le Nord entre les Percy, pendant longtemps comtes de Northumberland, et les Neville, récents comtes de Westmorland qui par rapport à eux n'étaient que des parvenus, se fait sur ce modèle ; un autre exemple est la querelle entre les Courtenay et les Bonville en Cornouailles.
Un des éléments des conflits est lié à la disponibilité d'un grand nombre de soldats démobilisés des armées anglaises présentes en France. Les nobles engagent nombre de ces soldats pour organiser des raids ou prendre d'assaut des tribunaux, intimidant plaignants, témoins et juges. L'accroissement du mécontentement dans la population, le grand nombre de nobles qui se querellent grâce à leurs armées privées et la corruption à la cour d'Henri VI rendent le climat politique mûr pour une guerre civile.

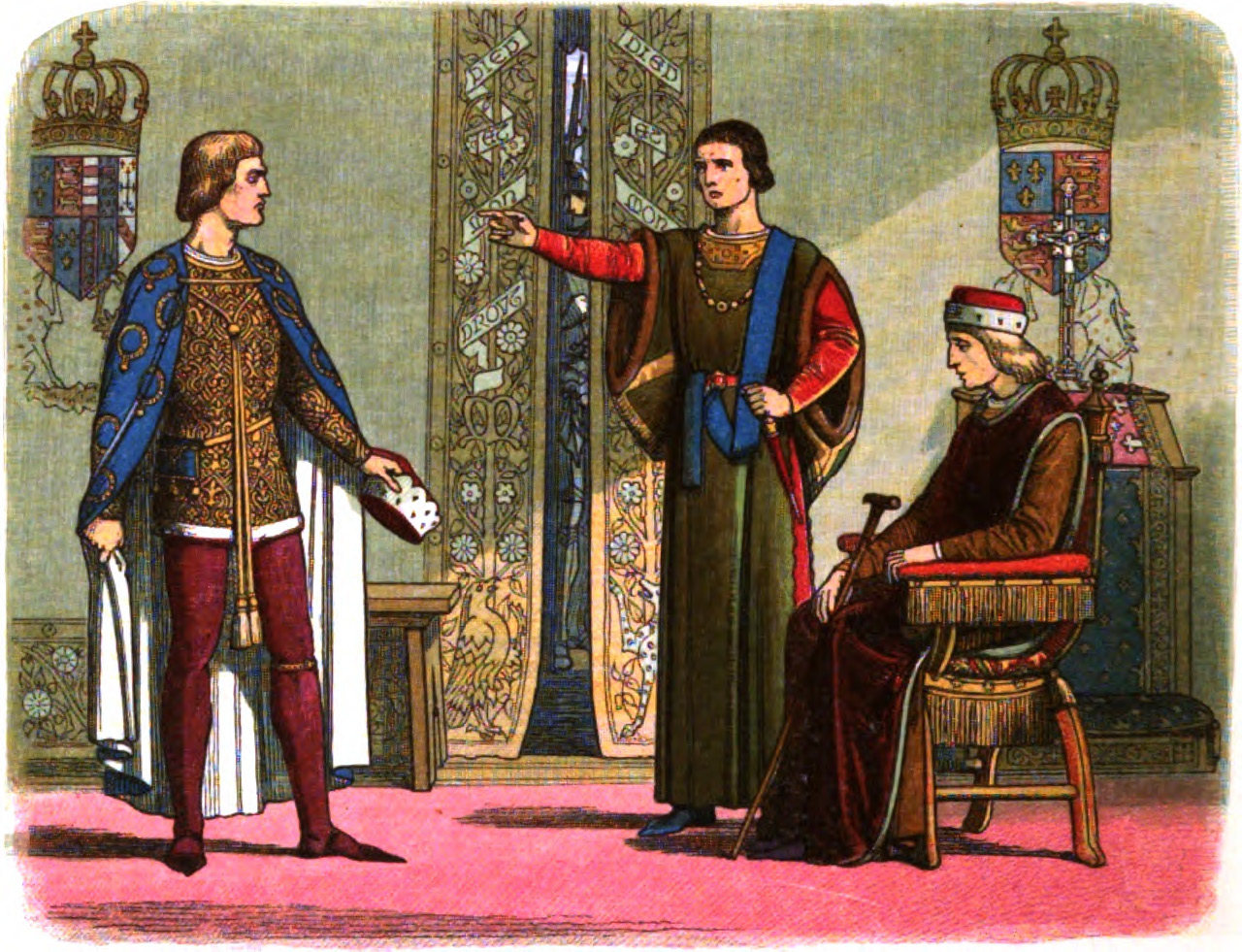
Les ducs d'York (à gauche) et de Somerset (au centre) se querellent devant le roi (assis), qui reste impassible.

En 1453, Henri VI subit sa première crise de folie, restant plus d'un an indifférent à ce qui l'entoure, y compris à la naissance de son héritier Édouard de Westminster. Le Conseil royal est dirigé à partir de 1454 par le puissant et populaire Richard Plantagenêt, duc d'York et chef de la maison d'York en tant que régent et Lord Protecteur. Richard, qui a écarté la reine Marguerite d'Anjou du Conseil, manifeste bien vite son pouvoir avec une audace jamais égalée. Il fait notamment emprisonner Somerset, et il soutient les guerres privées de ses parents, les Neville Salisbury et son fils Warwick, dans une série de conflits mineurs contre les partisans puissants d'Henri, comme les comtes de Northumberland. La guérison d'Henri à la Noël 1454 contrarie les ambitions de Richard qui est écarté de la cour par la femme d'Henri, la reine Marguerite. Puisque Henri s'avère incapable d'être le chef, c'est elle, femme puissante et volontaire, qui de fait se place à la tête des Lancastriens. Elle noue des alliances contre Richard et conspire avec d'autres nobles pour réduire son influence. Richard, de plus en plus pressé, recourt finalement aux armes en 1455 avec la première bataille de St Albans.

### Le financement de la guerre
Tout au long de la guerre, les revenus stagnent à plus ou moins à 120 000 £. Mais pour financer la guerre, le royaume a recours aux « emprunts fictifs » de 45 000 £. Les créanciers sont donc insatisfaits. Tout aurait pu être remboursé par Richard III, si son règne avait été plus long. Mais Henri VI s'était déjà approprié l'héritage de son adversaire. Les premiers emprunts se font avec les ordres inférieurs de l'Église, comme l'évêque Beaufort qui a prêté 35 000 £. Puis les transactions se font par des marchands étrangers (notamment italiens) et enfin par quelques habitants de Londres comme CK Whittington ou encore John Hende. La volonté des sujets aura un impact dans le financement de la guerre.

## Lutte pour le contrôle du gouvernement d'HenriVI(1455-1460)

### La première bataille de St Albans et ses conséquences (1455)

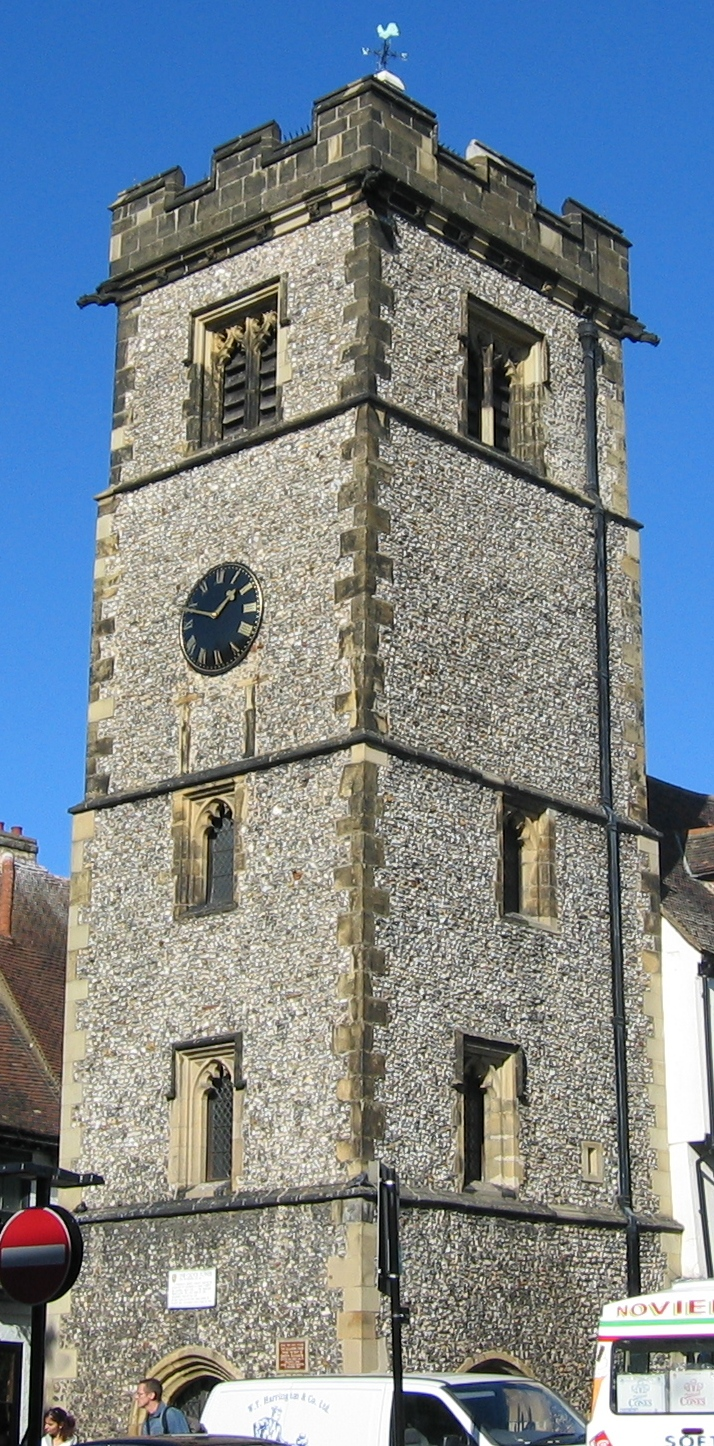
La tour de St Albans.

Richard, duc d'York, marche vers Londres avec une petite troupe et affronte les forces de Henri à St Albans, au nord de Londres, le 22 mai 1455. La première bataille de St Albans, relativement limitée, constitue le premier conflit ouvert de la guerre civile. Le but de Richard consiste, apparemment, à chasser les « mauvais conseillers » du roi Henri. Le résultat est une défaite pour les Lancastriens. Plusieurs de leurs chefs sont tués, y compris Somerset et Northumberland. Après la bataille, les Yorkistes trouvent Henri, assis calmement sous sa tente, complètement abandonné par ses conseillers et ses domestiques, et ayant apparemment subi une nouvelle crise de maladie mentale. York et ses alliés recouvrent leur position influente, et pendant quelque temps les deux côtés paraissent choqués qu'une bataille réelle se soit déroulée, si bien qu'ils font tout leur possible pour apaiser leurs différends. Puisque le roi est malade, York se voit à nouveau nommé Lord Protecteur et Marguerite, chargée de soigner le roi, est à nouveau écartée du pouvoir.

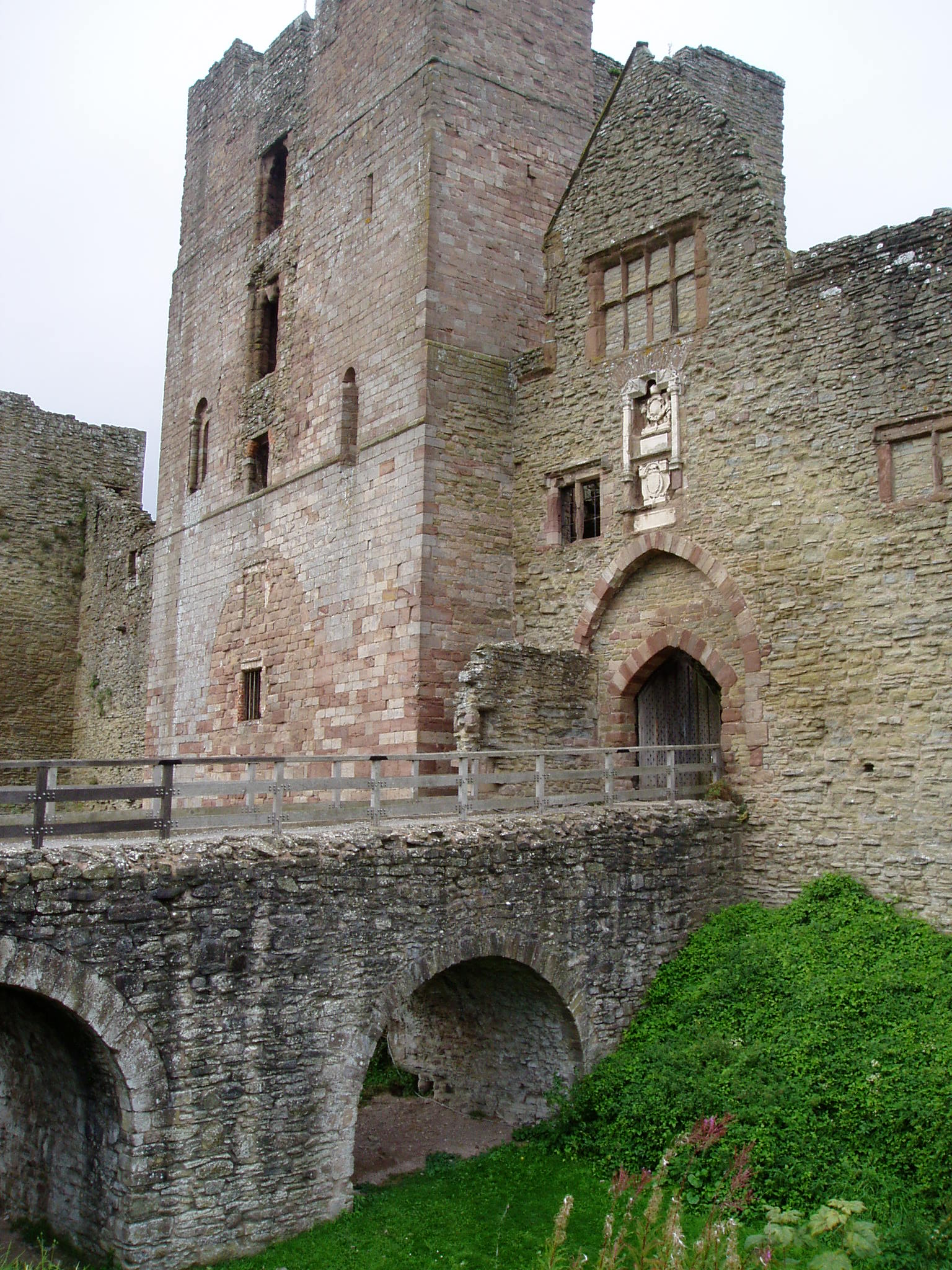
Le château de Ludlow.

Après la première bataille de St Albans, le compromis de 1455 semble à peu près réussir, et York garde la prépondérance sur le Conseil même après la guérison d'Henri. Les problèmes à l'origine du conflit ressurgissent cependant, surtout quand il s'agit de savoir si c'est le duc d'York ou Édouard, le fils d'Henri et de Marguerite, encore au berceau, qui doit succéder à Henri sur le trône. Marguerite refuse toute solution qui déshériterait son fils et il devient clair qu'elle ne tolérera la situation qu'aussi longtemps que le duc d'York et ses alliés garderont la suprématie militaire. York profite de son pouvoir pour nommer notamment son neveu Warwick capitaine de Calais, la ville contenant alors le plus fort contingent armé d'Angleterre.

### Une paix fragile (1456-1458)
En 1456, Henri se rend solennellement dans les Midlands, où le roi et la reine sont populaires. Marguerite ne lui permet pas de revenir à Londres, où les marchands sont mécontents du déclin des affaires et du désordre croissant. La cour du roi est réinstallée à Coventry. Là, le nouveau duc de Somerset, Henri Beaufort, se manifeste comme le favori de la cour, héritant de la faveur dont jouissait son père. Profitant du fait qu'York a dû retourner à son poste de lieutenant en Irlande, Marguerite persuade Henri de révoquer les nominations qu'York avait prononcées en tant que Lord Protecteur. Cependant que le désordre ne cesse de croître dans la capitale, ainsi que la piraterie sur la côte sud, le roi et la reine ne se préoccupent plus que de garantir leurs propres positions. Marguerite établit par exemple, et pour la première fois, la conscription en Angleterre. Pendant ce temps, l'allié d'York, le comte de Warwick (plus tard surnommé le « faiseur de rois »), grandit en popularité à Londres en tant que champion des marchands.
Le 24 mars 1458, Henri essaie avec l'aide de Thomas Bourchier, archevêque de Canterbury, de faire procéder à une réconciliation entre les Lancastriens et les Yorkistes. York et ses alliés sont priés de payer une forte somme d'argent aux héritiers des nobles lancastriens tués à St Albans trois ans auparavant. En échange, les nouveaux favoris lancastriens du roi promettent de ne pas chercher à se venger. La rencontre échoue cependant car le duc de Somerset a tenté a plusieurs reprises de tendre des embuscades à York et Warwick.

### Revers et succès de la maison d'York (1459-1460)
York étant revenu d'Irlande sans autorisation royale, les hostilités reprennent. Le 23 septembre 1459, à la bataille de Blore Heath dans le Staffordshire, une grande armée lancastrienne n'arrive pas à empêcher une troupe yorkiste, sous les ordres du comte de Salisbury, de marcher depuis le château de Middleham, dans le Yorkshire, pour associer ses forces à celles d'York au château de Ludlow, mais les yorkistes subissent la déroute de Ludford Bridge le 13 octobre : un des lieutenants calaisiens de Warwick, Andrew Trollope, passe aux Lancastriens, les chefs yorkistes s'enfuient et le reste de l'armée se soumet sans combattre ; York lui-même retourne en Irlande, tandis que son fils aîné Édouard, comte de March, Salisbury et Warwick s'enfuient à Calais. Les Lancastriens désormais contrôlent de nouveau la situation et Somerset est envoyé à Calais comme gouverneur. Cependant ses tentatives d'en expulser Warwick sont facilement repoussées et les Yorkistes commencent même à lancer des raids sur la côte anglaise depuis Calais au printemps 1460, ajoutant ainsi au sentiment de chaos et de désordre.
En juin 1460, Warwick et les autres chefs yorkistes déclenchent une invasion de l'Angleterre et s'établissent rapidement dans le Kent et à Londres, où ils jouissent d'un large soutien. Soutenu par un émissaire du pape qui a pris leur parti, ils marchent vers le nord. Henri conduit une armée vers le sud à leur rencontre, tandis que Marguerite reste au nord avec le prince Édouard. Par la trahison du gendre de Northumberland, les armées lancastriennes connaissent un désastre durant la bataille de Northampton, le 10 juillet 1460. Après la bataille, et pour la deuxième fois au cours de la guerre, les Yorkistes trouvent le roi Henri sous une tente, ayant apparemment subi une nouvelle crise de folie et totalement abandonné par son escorte. Tenant maintenant le roi en leur pouvoir, les Yorkistes reviennent à Londres, dont la garnison se rend sans combattre.

## Le triomphe de la maison d'York (1460-1469)

### L'Acte d'Accord (1460)
Un tel succès militaire pousse Richard à revendiquer le trône en se fondant sur l'illégitimité de la lignée lancastrienne. Venant du Nord du pays de Galles, sa femme Cécile Neville et lui entrent à Londres avec l'appareil réservé d'ordinaire à un monarque. Le Parlement est rassemblé et une fois entré, York se dirige directement vers le trône, s'attendant sans doute à ce que les lords l'encouragent à se l'approprier, comme ils l'avaient fait pour Henri IV en 1399. Au lieu de cela règne un silence de mort. York annonce sa prétention au trône, mais les lords, même Warwick et Salisbury, se montrent choqués d'une telle présomption ; ils n'ont alors aucune envie de renverser la dynastie actuelle. Leur ambition s'est toujours bornée à écarter du roi ses mauvais conseillers.
Le lendemain, York produit des généalogies détaillées pour soutenir sa revendication en se fondant sur le fait qu'il descend de Lionel d'Anvers ; il rencontre un peu plus de compréhension. Le Parlement accepte d'étudier l'affaire et admet que la revendication d'York se montre mieux fondée, mais à cinq voix de majorité, il décide qu'Henri VI restera roi. Un compromis est élaboré en octobre 1460 avec l'Acte d'Accord, qui reconnaît York comme successeur d'Henri, déshéritant Édouard, le fils de celui-ci, âgé seulement de six ans. York accepte ce compromis qui lui accorde une grande partie de ce qu'il voulait, surtout du fait qu'il est nommé « protecteur du Royaume » et qu'il a ainsi le pouvoir de gouverner au nom d'Henri. On bannit Marguerite de Londres ainsi que son fils, le prince Édouard. L'Acte d'Accord s’avère cependant inacceptable pour les Lancastriens, qui se rallient à Marguerite et forment une grande armée dans le Nord.

### Contre-attaque de la maison de Lancastre (1460-1461)

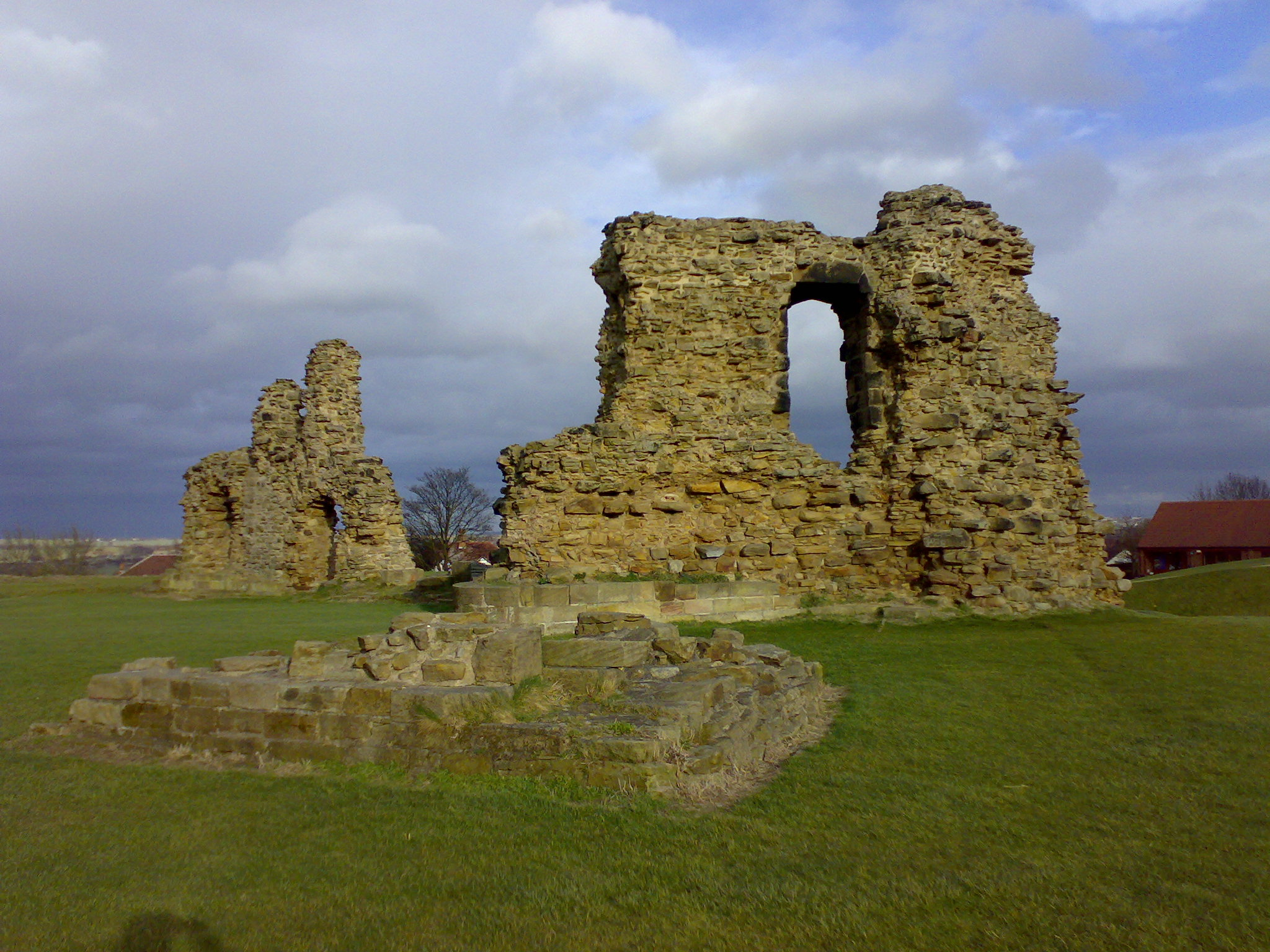
Ruines du château de Sandal.

Le duc d'York quitte Londres vers la fin de l'année avec le comte de Salisbury pour consolider sa position au nord contre l'armée de Marguerite, dont on disait qu'elle s'était regroupée près de la ville d'York. Richard occupe une position défensive au château de Sandal, près de Wakefield, à Noël 1460. Bien que l'armée de Marguerite l'emporte en nombre sur celle de Richard à plus de deux contre un, le 30 décembre York ordonne à ses forces de quitter le château et de passer à l'attaque. Son armée subit une défaite cuisante à la bataille de Wakefield. Richard lui-même est tué dans la bataille tandis que Salisbury et Edmond, comte de Rutland, deuxième fils de Richard, âgé de dix-sept ans, sont pris et décapités. Marguerite ordonne que les trois têtes soient placées sur les portes d'York.
L'Acte d'Accord et les événements de Wakefield font d'Édouard, comte de March, fils aîné d'York âgé de 18 ans, le nouveau duc d'York et l'héritier théorique du trône. La mort de Salisbury fait de Warwick, son héritier, le plus grand propriétaire foncier en Angleterre. Marguerite se rend alors en Écosse pour négocier l'assistance écossaise. Marie d'Egmont, reine d'Écosse, accepte de lui donner une armée à condition que Marguerite lui cède la ville de Berwick, et que la fille de Marie soit fiancée au prince Édouard. Marguerite accepte, bien qu'elle n'ait aucun argent pour payer son armée et qu'elle ne puisse que promettre le riche butin que lui offrirait l'Angleterre du Sud ; il faut seulement qu'aucun pillage n'ait lieu au nord de la Trent, frontière séparant le Nord de l'Angleterre du reste du Royaume. Elle prend son armée à Hull, et se trouve à la tête de plus d'hommes que lorsqu'elle était venue.

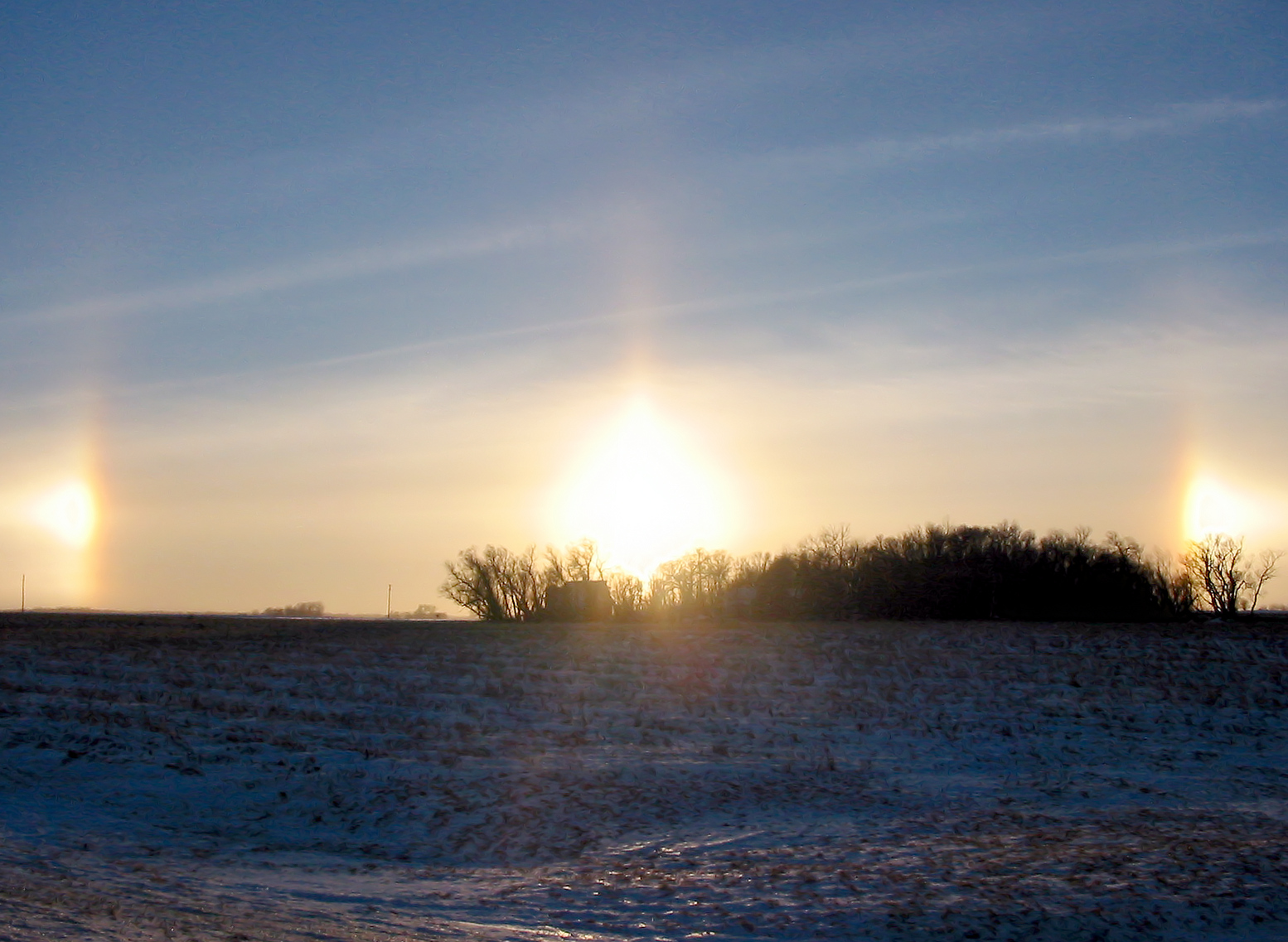
Un parhélie au coucher du soleil.

Édouard d'York pendant ce temps, avec une armée venant des marches pro-yorkistes (la zone limitrophe entre l'Angleterre et le pays de Galles), rencontre l'armée du comte de Pembroke Jasper Tudor qui arrive du pays de Galles et lui inflige une sévère défaite à la bataille de Mortimer's Cross, dans le Herefordshire. Il donne du courage à ses hommes en leur montrant une « vision » de trois soleils à l'aube (un phénomène connu sous le nom de « parhélie »), et en leur disant que c'est là un présage de victoire puisqu'il représente les trois fils survivants d'York : lui-même, George et Richard. Cet épisode explique pourquoi, par la suite, Édouard adoptera le signe du « sun in splendour » comme emblème personnel.
Marguerite se dirige vers le sud, en saccageant tout sur son passage ; son armée subvient à ses besoins en pillant les contrées qu'elle traverse dans la prospère Angleterre du Sud. À Londres, Warwick se sert de ces pillages pour appuyer sa propagande et renforcer l'adhésion au parti yorkiste dans tout le Sud ; la ville de Coventry change d'allégeance en sa faveur. Mais Warwick échoue à recruter rapidement une armée et, sans l'armée d'Édouard pour lui prêter main-forte, il est pris au dépourvu par l'arrivée rapide des Lancastriens à St Albans. À la seconde bataille de St Albans, la reine remporte une victoire décisive et, en fuyant, les forces yorkistes abandonnent le roi Henri, que l'on retrouvera indemne, assis tranquillement sous un arbre.
Henri anoblit trente soldats lancastriens immédiatement après la bataille. La guerre devient de plus en plus impitoyable, comme le montre le fait que la reine Marguerite demande à son fils de sept ans, Édouard, de choisir la manière dont on exécuterait les chevaliers yorkistes qui avaient été chargés de protéger le roi et étaient restés à ses côtés durant la bataille. Ils sont décapités le lendemain. L'avance vers le sud de l'armée lancastrienne provoque à Londres une vague de terreur ; les rumeurs courent sur les pillages que commettraient les cruels soldats du Nord de l'Angleterre. Les Londoniens ferment les portes de la ville et refusent de ravitailler l'armée de la reine, qui met à sac les comtés environnants de Hertfordshire et de Middlesex.

### Avènement de la maison d'York sur le trône (1461)

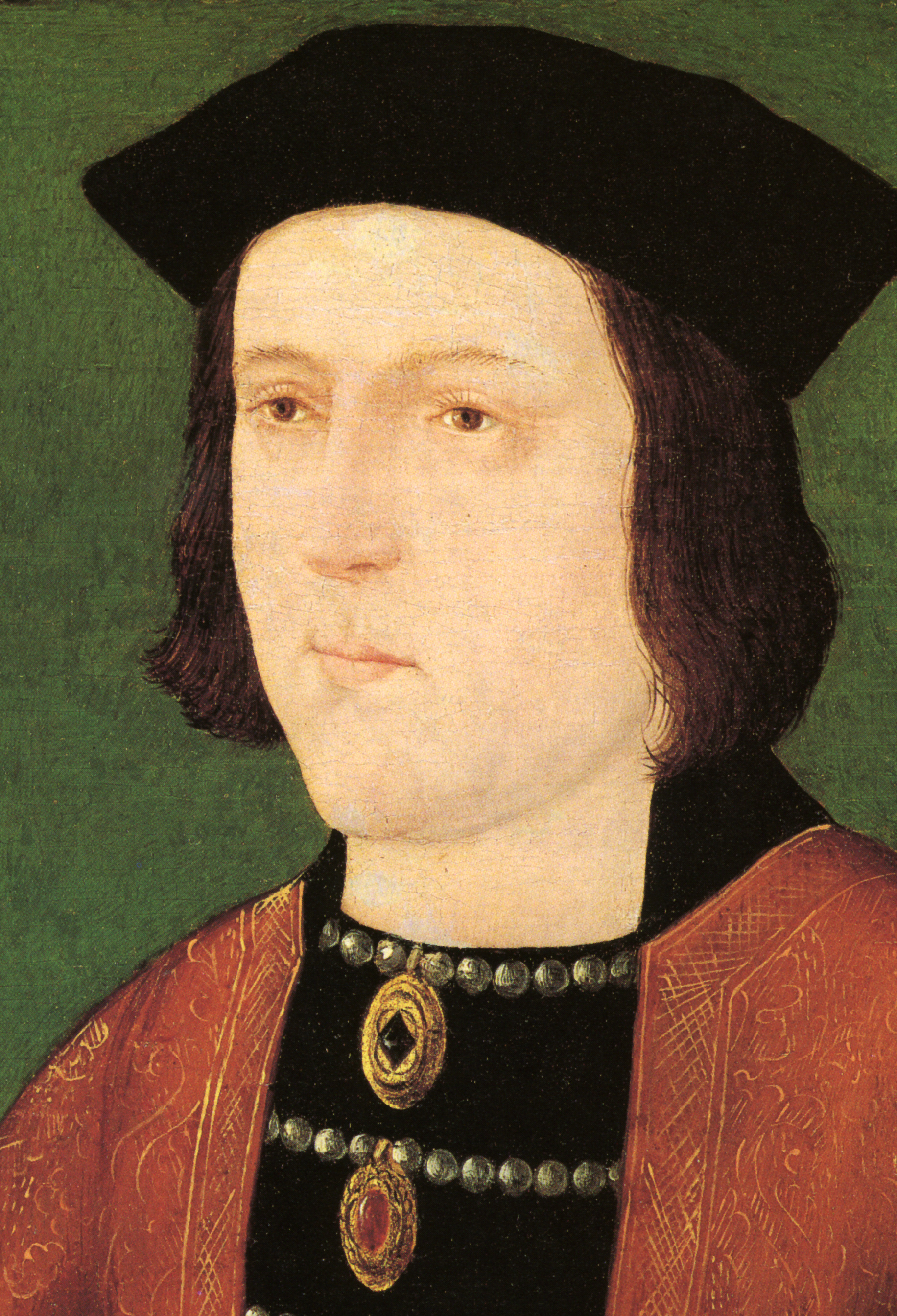
Édouard IV

Pendant ce temps, Édouard avance vers Londres depuis l'ouest, où il a joint ses forces à celles de Warwick. En même temps, la reine se retire vers le nord, à Dunstable, ce qui permet à Édouard et Warwick d'entrer dans Londres avec leur armée. Ils sont accueillis avec enthousiasme par la ville qui leur était largement acquise et leur fournit argent et ravitaillement. Il n'est plus possible à Édouard de prétendre seulement essayer d'arracher le roi à de mauvais conseillers. Il s'agit maintenant d'une bataille pour la couronne elle-même. Édouard a désormais besoin de l'autorité royale ; l'évêque de Londres demande son opinion au peuple de Londres qui lui répond avec les cris de « King Edward ! ». Le Parlement se hâte de confirmer et Édouard est couronné, quoique non officiellement, au cours d'une cérémonie hâtivement organisée en l'abbaye de Westminster au milieu d'une grande liesse, bien qu'Édouard ait juré qu'il n'y aurait pas de couronnement en bonne et due forme avant qu'Henri et Marguerite n'aient été capturés ou exilés. Il annonce qu'Henri a perdu ses droits à la couronne en permettant à la reine de prendre les armes contre ceux que l'Acte d'Accord avait faits ses héritiers légitimes, même si à ce moment-là il était largement admis que la victoire d'Édouard ne consistait qu'en une restauration sur le trône de l'héritier légitime, puisque Henri et ses prédécesseurs de la maison de Lancastre n'étaient que des usurpateurs. C'est cet argument que le Parlement avait accepté l'année précédente.
Édouard et Warwick marchent vers le nord, réunissant une grande armée à mesure qu'ils progressent, mais ils rencontrent à Towton une armée lancastrienne pas moins impressionnante. La bataille de Towton, près d'York, se déroule le 29 mars 1461 ; c'est la plus grande et la plus sanglante bataille de la guerre des Deux-Roses. Les deux côtés conviennent, au préalable, que la question doit être tranchée ce jour-là, sans qu'il soit possible de demander ou de faire de quartier. Entre 40 000 et 80 000 hommes environ y prennent part et plus de 20 000 y perdent la vie (pendant et après la bataille), chiffre énorme pour l'époque, et le plus grand en un seul jour jamais enregistré alors sur le sol anglais. Édouard et son armée remportent une victoire décisive, et les Lancastriens sont mis en déroute, et la plupart de leurs chefs tués. Henri et Marguerite, qui attendent à York avec leur fils Édouard, s'enfuient vers le nord à l'annonce du résultat. Beaucoup de Lancastriens nobles survivants passent immédiatement au roi Édouard, et ceux qui ne le font pas sont repoussés vers les zones frontières du Nord et quelques châteaux du pays de Galles. Édouard s'avance pour prendre York où il aperçoit les têtes en train de pourrir de son père, de son frère et de Salisbury, lesquelles sont bientôt remplacées par celles de seigneurs lancastriens vaincus, comme le célèbre John Clifford, 9e baron de Clifford de Skipton-Craven, à qui l'on reprochait l'exécution d'Edmond, comte de Rutland, le frère d'Édouard, après la bataille de Wakefield.
Henri et Marguerite s'enfuient en Écosse, à la cour de Jacques III. Ils tiennent leur promesse antérieure de céder Berwick à l'Écosse et de conduire une attaque contre Carlisle au cours de l'année. Mais, manquant d'argent, ils sont facilement repoussés par les hommes d'Édouard qui pourchassent les forces lancastriennes restantes dans les comtés du Nord.

### Élimination de la résistance de la maison de Lancastre (1461-1468)
Le couronnement officiel du nouveau roi d'Angleterre, Édouard IV, a lieu le 28 juin 1461 à Londres au milieu des acclamations enthousiastes de ses partisans. Édouard parvient à régner dix ans dans une tranquillité relative. Après la bataille de Towton, les Lancastre tiennent les châteaux d'Alnwick, Bamburgh et Dunstanburgh pour le compte d'Henri VI, réfugié en Écosse. Pendant les trois ans qui suivent, ces trois châteaux du Northumberland changent régulièrement de mains. Édouard IV ne participe cependant pas aux combats et laisse agir son puissant allié Warwick. Le pays de Galles résiste également aux troupes du roi.
En juin 1461, un raid lancastrien sur Carlisle est facilement repoussé. En septembre 1461, Warwick s'empare d'Alnwick. En octobre, Ralph Percy se rend et livre Dunstanburgh. Édouard fait preuve de clémence et lui laisse la garde de ce château, essayant de garder la sympathie de la Famille Percy. En novembre, une armée lancastrienne reprend Alnwick et Dunstanburgh. À l'été 1462, les yorkistes reprennent Alnwick, qui tombe en juin après un court siège. Bamburgh se rend en juillet. En octobre 1462, la reine Marguerite d'Anjou lève une armée de mercenaires en France et débarque dans le Northumberland avec son lieutenant Pierre de Brézé. Ils reprennent Alnwick et Bamburgh, mais s'enfuient lorsqu'ils apprennent que Warwick approche avec une grande armée. Marguerite laisse à Henri Beaufort, 2e duc de Somerset, et à Ralph Percy la défense de Bamburgh. En décembre 1462, Warwick commence à assiéger Alnwick, Bamburgh et Dunstanburgh. Les trois châteaux tombent rapidement. Bamburgh se rend le 26 décembre puis Dunstanburgh deux jours plus tard. Alnwick capitule le 6 janvier 1463. Édouard IV continue à poursuivre sa politique de pacification avec les vieilles familles lancastriennes.
En mars 1463, cette politique échoue lorsque Marguerite d'Anjou débarque à nouveau avec des alliés écossais. En juin 1463, l'armée écossaise décide de venir en aide à ses alliés lancastriens et met le siège devant le château de Norham. Le jeune roi d'Écosse Jacques III, sa mère Marie d'Egmont ainsi que la famille royale lancastrienne viennent en personne assister au siège. Warwick et son frère John Neville avancent au-devant de Norham, et surprennent en juillet les Écossais et les lancastriens, qui sont contraints à la fuite. Cet échec met à mal le moral écossais, et en décembre 1463, Édouard IV accepte une trêve de dix mois avec le gouvernement de Jacques III. Édouard a négocié ce délai afin de lui permettre de capturer à temps les trois châteaux du Northumberland. En novembre 1463, le duc de Somerset retourne à son ancienne allégeance et rejoint la cour d'Henri VI, réfugié à Bamburgh. La reine Marguerite s'est entretemps enfuie en Bourgogne avec son fils unique Édouard de Westminster afin de solliciter l'aide financière de Philippe le Bon mais celui-ci refuse de trahir Édouard IV, avec lequel il a des liens commerciaux. Marguerite se rend ensuite auprès de Louis XI en France mais il refuse également de la soutenir. Elle s'établit alors à la cour de son propre père René d'Anjou.

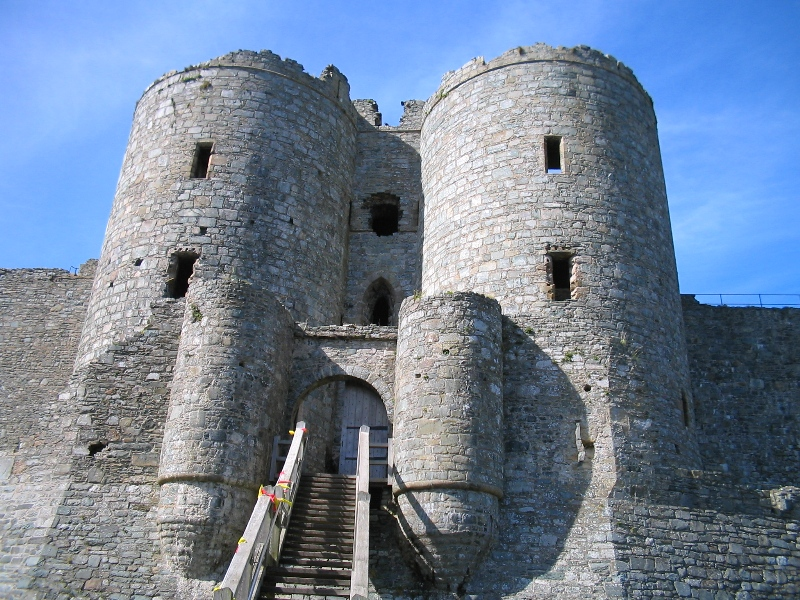
La forteresse de Harlech.

Pendant ce temps, Somerset rassemble ses partisans et prend le contrôle du Northumberland au nom d'Henri VI. De leur côté, les yorkistes veulent couper court à la menace d'une invasion écossaise en concluant un accord avec les Écossais. Le Parlement anglais doit se réunir à York le 5 mai 1464 pour discuter des termes d'un accord avec l'Écosse, mais une recrudescence d'activités des Lancastre dans le Northumberland et le Yorkshire du Nord fait qu'il est difficile pour la délégation écossaise de voyager en sécurité jusqu'à York. John Neville est alors envoyé dans le nord avec une petite force pour les escorter jusqu'à York. Somerset essaie de tendre une embuscade à Neville près de Newcastle mais Neville y échappe et continue sa route vers le nord tout en rassemblant plus de troupes. Le 25 avril, Neville surprend l'armée lancastrienne à la bataille de Hedgeley Moor et la met en déroute. L'armée de Somerset est détruite à la bataille de Hexham le 15 mai 1464. L'anéantissement de l'armée lancastrienne conduit à la capitulation d'Alnwick et Dunstanburgh en juin. Bamburgh est repris après un bref siège en juillet. Henri VI est capturé en juillet 1465 près de Clitheroe et emprisonné à la tour de Londres. En récompense de ses victoires, John Neville est créé comte de Northumberland, titre auparavant détenu par les Percy.
Pendant ce temps, le lancastrien Jasper Tudor rallie en 1461 ses partisans et établit une cour à Harlech au nom d'Henri VI. Il est battu par les troupes yorkistes à l'hiver 1461 à la bataille de Tuthill. Les différentes villes galloises tenues par les Lancastre capitulent au cours de l'année 1462 mais Harlech reste la seule base lancastrienne, d'où sont conduites plusieurs attaques. Édouard IV ne fait pas d'effort pour la capturer, malgré le fait que le château soit ravitaillé par la mer. En 1468, Tudor, réfugié en France auprès de Louis XI, débarque près de Harlech et dirige plusieurs raids. Édouard IV fait procéder immédiatement au siège de la forteresse, qui se rend le 14 août 1468. Cette dernière victoire consacre la fin de la résistance des Lancastre en Angleterre et marque la fin de la première phase de la guerre des Deux-Roses.

## Restauration et extinction de la maison de Lancastre (1469-1471)

### Rupture entreÉdouardIVet le comte de Warwick (1469-1470)

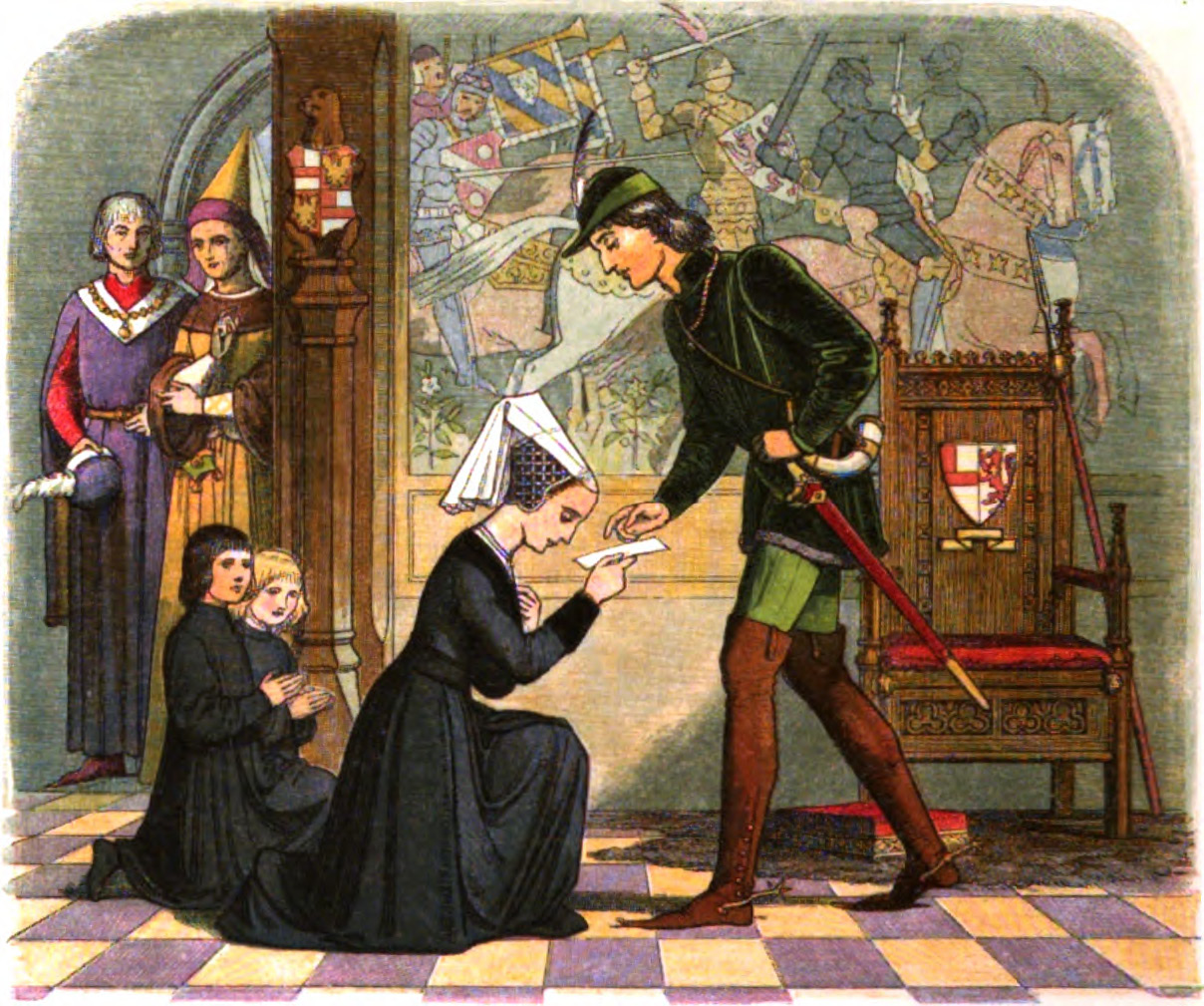
Selon la légende, Élisabeth serait venue implorer l'aide financière d'Édouard qui lui aurait proposé en échange de devenir sa maîtresse. Subjugué par son refus, il l'aurait demandée en mariage.

La période 1467-1470 voit une détérioration marquée et rapide dans les rapports entre le roi Édouard et son ancien mentor, le puissant Richard Neville, comte de Warwick, le « faiseur de rois ». Les causes sont multiples, mais c'est notamment le mariage secret d'Édouard avec Élisabeth Woodville en 1464 qui précipite les choses. La famille d'Élisabeth fait partie de la petite noblesse, malgré l'ascendance royale de sa mère Jacquette de Luxembourg ; de plus elle a jusqu'à présent soutenu les Lancastre. Quant à la reine, elle est veuve d'un premier mari mort à la seconde bataille de St Albans (du côté lancastrien) ; elle a déjà deux fils et est personnellement sans fortune. Édouard l'annonce plus tard comme un fait accompli, mettant dans un embarras considérable Warwick qui, convaincu de la nécessité d'une alliance avec la France, avait négocié un mariage entre Édouard et la princesse française Bonne de Savoie. Cet embarras tourne à l'amertume quand la faveur des Woodville supplante petit à petit celle des Neville à la Cour. D'autres facteurs contribuent au désenchantement de Warwick : la préférence d'Édouard pour une alliance avec la Bourgogne (plutôt qu'avec la France) et le refus d'Édouard d'autoriser ses frères George, duc de Clarence, et Richard, duc de Gloucester, à se marier avec les filles de Warwick, Isabelle et Anne Neville. En outre, la popularité d'Édouard décline dans cette période en raison de la hausse des impôts et des troubles persistants.

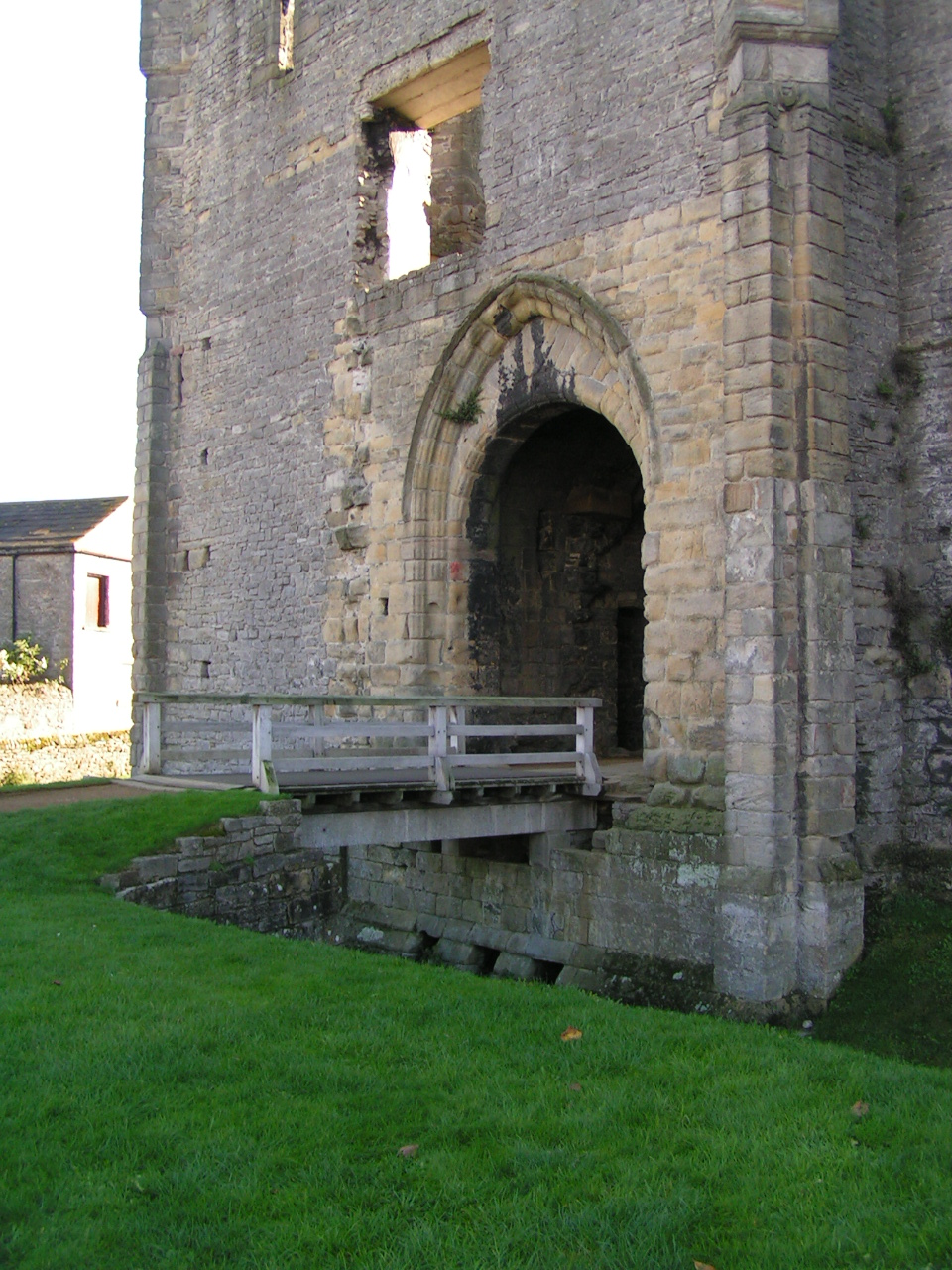
Le château de Middleham, où Édouard est temporairement incarcéré en 1469.

En juillet 1469, Warwick forme une alliance avec le duc de Clarence Georges Plantagenêt, le frère d'Édouard, que son ambition pousse à la trahison. Celui-ci épouse Isabelle Neville ; avec son nouveau beau-père, ils lèvent ensemble une armée qui parvient à vaincre le roi à la bataille d'Edgecote Moor et ils enferment Édouard au château de Middleham, dans le Yorkshire ; Warwick tient alors brièvement deux rois d'Angleterre en son pouvoir. Il fait exécuter le père de la reine Élisabeth, Richard Woodville, 1er comte Rivers, ainsi que son frère John. Il force ensuite Édouard à convoquer un parlement à York ; il est prévu qu'Édouard y sera déclaré illégitime — il ne serait pas le fils de son père — et que la couronne passera ainsi à George de Clarence, frère et héritier présomptif d'Édouard.
Pourtant, le pays est en pleine agitation et Édouard peut compter sur la loyauté de son second frère, Richard de Gloucester, et celle de la majorité des nobles. Richard arrive à la tête d'une forte armée et fait libérer le roi Édouard. Warwick et Clarence sont toutefois pardonnés par Édouard, et se tiennent tranquilles quelque temps. Néanmoins, ils se relancent dans une nouvelle révolte. La rébellion est matée lors de la bataille de Losecoat Field le 12 mars 1470, et les conjurés sont contraints de fuir en France après qu'ils se sont vus refuser l'accès à Calais, pourtant ancienne base de Warwick dans le passé.

### Restauration d'HenriVI(1470)
Le roi de France Louis XI avait accepté, sur ses instances, d'aider la reine exilée, Marguerite d'Anjou, à envahir l'Angleterre pour récupérer le trône de son mari prisonnier. Louis XI suggère alors l'idée d'une alliance entre Warwick et Marguerite, une idée qui au début ne sourit ni à l'un ni à l'autre, mais à laquelle ils finissent par se rallier, chacun espérant en tirer profit. Il est vrai que tous les deux attendent sans doute des résultats similaires bien que différents : Warwick espère un roi fantoche en la personne d'Henri ou de son jeune fils (à défaut de Georges Plantagenêt), tandis que Marguerite entend bien reconquérir le royaume pour sa famille, sans laisser à quiconque une miette du pouvoir. Quoi qu'il en soit, un mariage est arrangé entre Anne Neville, la fille de Warwick, et le fils de Marguerite, Édouard de Westminster, l'ancien prince de Galles, et Warwick envahit l'Angleterre à l'automne 1470 avec l'armée qu'il a réunie, mais sans le soutien militaire de Marguerite.
Cette fois, c'est Édouard IV qui est forcé de fuir le pays quand John Neville, mécontent après le rétablissement de Henry Percy en son comté de Northumberland que Neville détenait auparavant, change de camp pour soutenir son frère Warwick. Édouard, attendant Warwick dans le sud, est surpris par l'arrivée par le nord de la grande armée de ses opposants, et il doit ordonner à son armée de se disperser. Édouard et son frère Gloucester s'enfuient de Doncaster jusqu'à la côte et de là, partent pour l'exil aux Pays-Bas bourguignons. À peine débarqué de France, Warwick se hâte de réaliser ses plans : il libère Henri VI et le rétablit sur le trône. En octobre, il le fait défiler dans les rues de Londres comme le roi restauré, tandis qu'Édouard et Richard sont déclarés traîtres. Le succès de Warwick s'avère pourtant de courte durée. Il s'est fixé des objectifs trop ambitieux en projetant d'envahir la Bourgogne avec son allié, Louis XI, roi de France, qui lui promet en récompense des territoires aux Pays-Bas ; Charles le Téméraire est alors poussé à aider Édouard, en lui fournissant de l'argent et une armée pour envahir l'Angleterre en 1471 (d'autant qu'il a épousé la sœur d'Édouard).

### Retour et victoire définitive d'ÉdouardIV(1471)

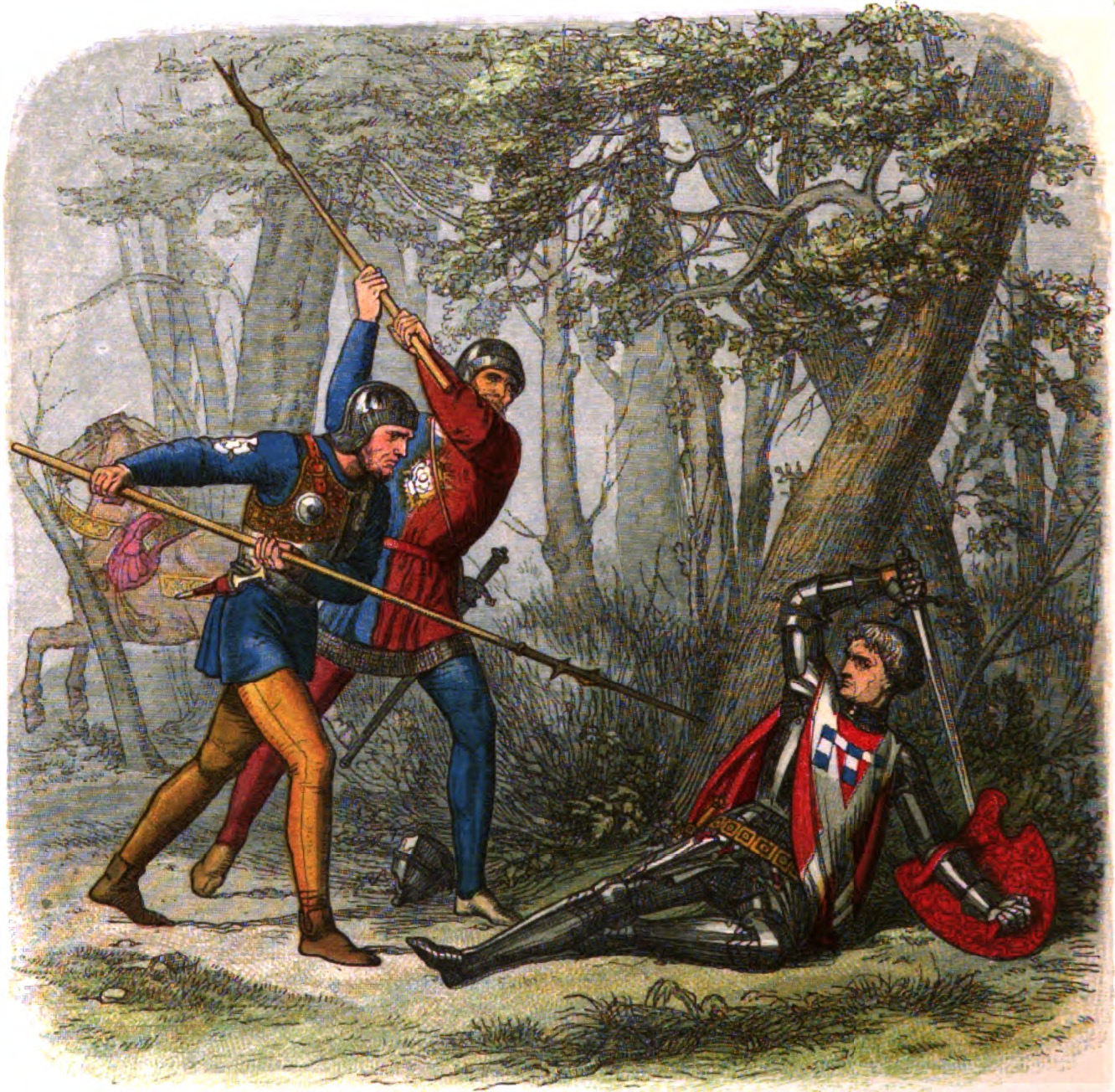
La mort de Warwick à Barnet.

Édouard débarque avec une petite armée le 14 mars 1471 à Ravenspurn, sur la côte du Yorkshire. Il gagne bientôt la ville d'York et y rassemble plusieurs partisans. Son frère Clarence, qui a compris qu'il n'avait rien à gagner au rétablissement d'Henri VI, change à nouveau de camp et abandonne Warwick. S'étant emparée de Londres, l'armée d'Édouard rencontre celle de Warwick le 14 avril à la bataille de Barnet. La bataille se dispute dans un brouillard épais et certains des hommes de Warwick s'attaquent entre eux par erreur. Immédiatement, tous les hommes croient qu'ils ont été trahis et l'armée de Warwick se débande. Lui-même est massacré en tentant d'atteindre son cheval.

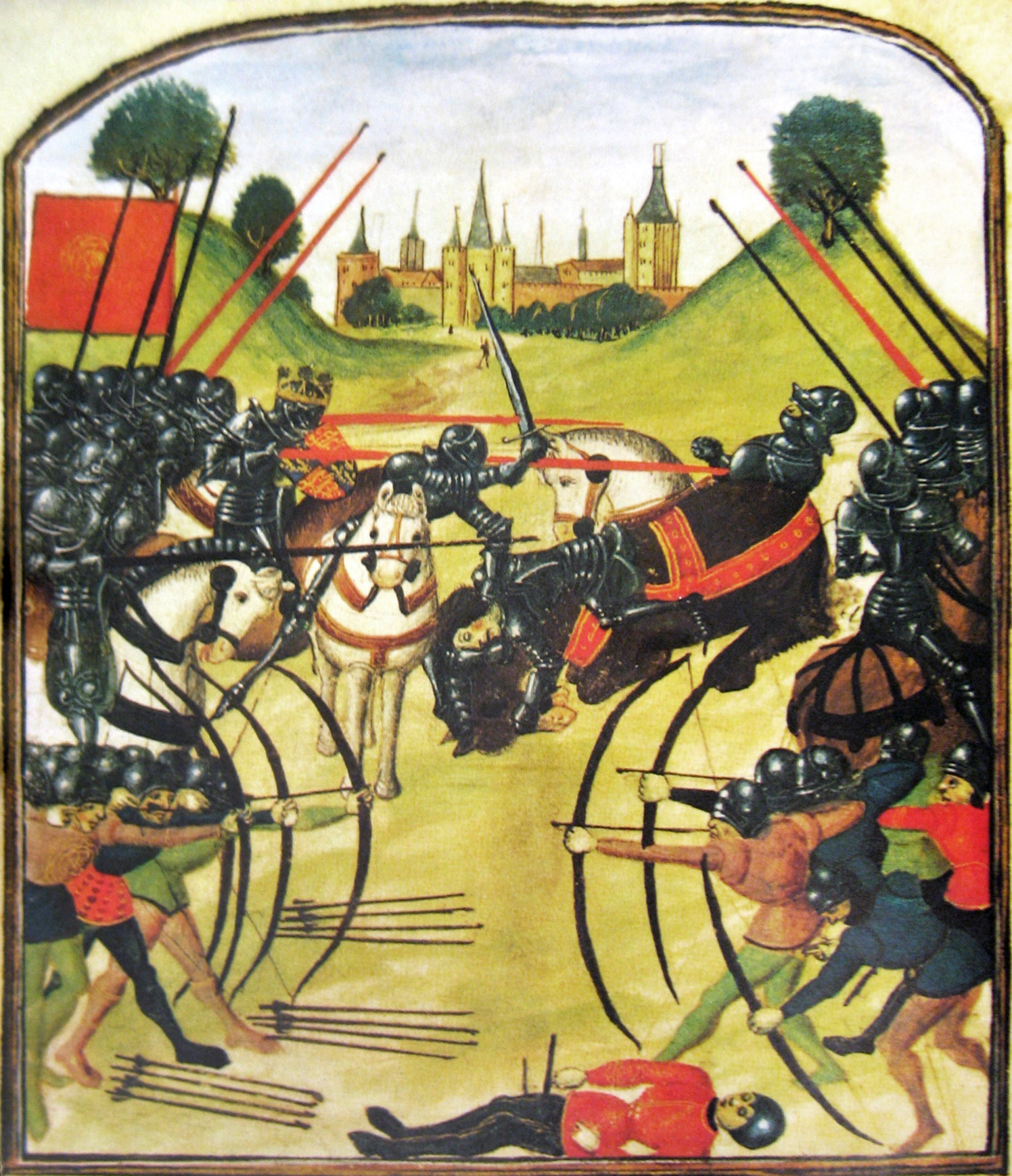
La bataille de Tewkesbury.

Marguerite et son fils Édouard ont finalement débarqué dans l'Ouest du pays le même jour. Plutôt que de retourner en France, Marguerite cherche à rejoindre les partisans des Lancastre au pays de Galles et se met en marche pour traverser la Severn. Mais la ville de Gloucester, située à la frontière, lui refuse le passage à travers le fleuve. Son armée, commandée par Edmond Beaufort, duc de Somerset, est anéantie le 4 mai à la bataille de Tewkesbury où est également tué le prince Édouard de Westminster, fils d'Henri VI. Le roi Henri meurt peu après (21 mai 1471), officiellement de langueur après la mort de son fils unique, probablement assassiné sur ordre d'Édouard ; les Lancastre n'ont plus d'héritier direct pour lui succéder, consolidant ainsi la présence des York sur le trône.

## Avènement de la maison Tudor et fin du conflit (1483-1485)

### Usurpation deRichardIII(1483)

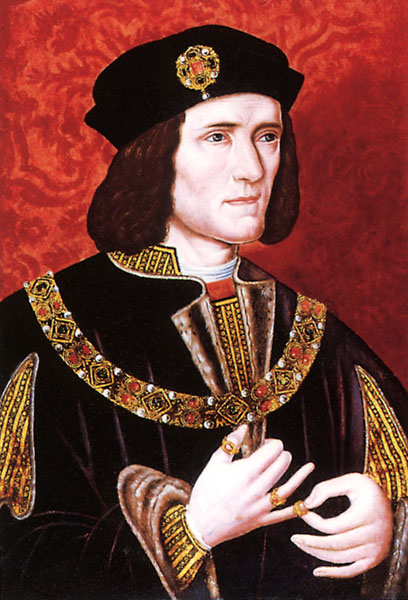
Richard III

La restauration d'Édouard IV en 1471 est quelquefois considérée comme ayant mis fin à la guerre des Deux-Roses. La paix se rétablit pendant le reste du règne d'Édouard, mais quand il meurt subitement, le 9 avril 1483, l'agitation politique et dynastique reprend. Sous Édouard IV, des frictions étaient apparues entre les membres de la famille Woodville, à laquelle appartient la reine Élisabeth (Anthony Woodville, 2e comte Rivers, son frère, et Thomas et Richard Grey, les fils de son premier mariage), et leurs rivaux, qui n'acceptaient pas le statut de favoris que les Woodville avaient acquis à la cour et ne voyaient en eux que des parvenus affamés de pouvoir. Au moment de la mort prématurée d'Édouard, son héritier, Édouard V, n'est âgé que de douze ans. Les Woodville se trouvent en situation d'influencer le futur gouvernement du jeune roi : le comte Rivers est son précepteur, Richard Grey participant également à son éducation. Une grande partie du clan minoritaire anti-Woodville, dans la lutte pour obtenir le protectorat du jeune roi et le contrôle du conseil, se rallie alors au duc de Gloucester, Richard, le dernier frère d'Édouard IV, que le défunt roi avait appelé sur son lit de mort pour faire de lui le Lord Protecteur.
Avec l'aide de William Hastings et de Henry Stafford, il arrache le jeune roi aux Woodville le 30 avril 1483 à Stony Stratford, dans le Buckinghamshire, faisant arrêter Anthony Woodville, Richard Grey et Thomas Vaughan, le chambellan de son frère. Gloucester transfère Édouard V, « pour sa protection », à la tour de Londres, tandis qu'Élisabeth Woodville rejoint le sanctuaire de l'abbaye de Westminster pour protéger ses autres enfants. Le duc fait ensuite arrêter certains membres du conseil de régence, qu'il accuse d'avoir conspiré avec les Woodville ; il fait d'ailleurs exécuter Hastings le 13 juin, ce dernier étant devenu hostile à ses projets. Richard négocie ensuite pour que, le 16 juin, le frère cadet d'Édouard V, âgé de neuf ans, Richard, duc d'York, le rejoigne à la tour.
En position de force, Richard peut alors arguer devant le Parlement que le mariage d'Édouard IV et d'Élisabeth Woodville est irrégulier, le défunt roi ayant précédemment promis le mariage à une autre femme, Éléonore Talbot. Cela invalide le mariage suivant (Éléonore Talbot étant décédée après le mariage royal), entraînant l'illégitimité de tous les enfants issus de celui-ci. Cette argumentation est soutenue notamment par l'évêque de Bath et Wells, Robert Stillington, qui affirme avoir célébré la cérémonie entre Édouard et Éléonore. Le Parlement approuve la conclusion, via l'acte Titulus Regius qui fait officiellement le 26 juin de Gloucester le roi Richard III. Les deux garçons emprisonnés, connus comme « les princes de la Tour » (Princes in the Tower), disparaissent à l'été 1483, peut-être assassinés ; l'identité de l'assassin et de ses commanditaires demeure l'un des sujets les plus controversés de l'histoire anglaise.

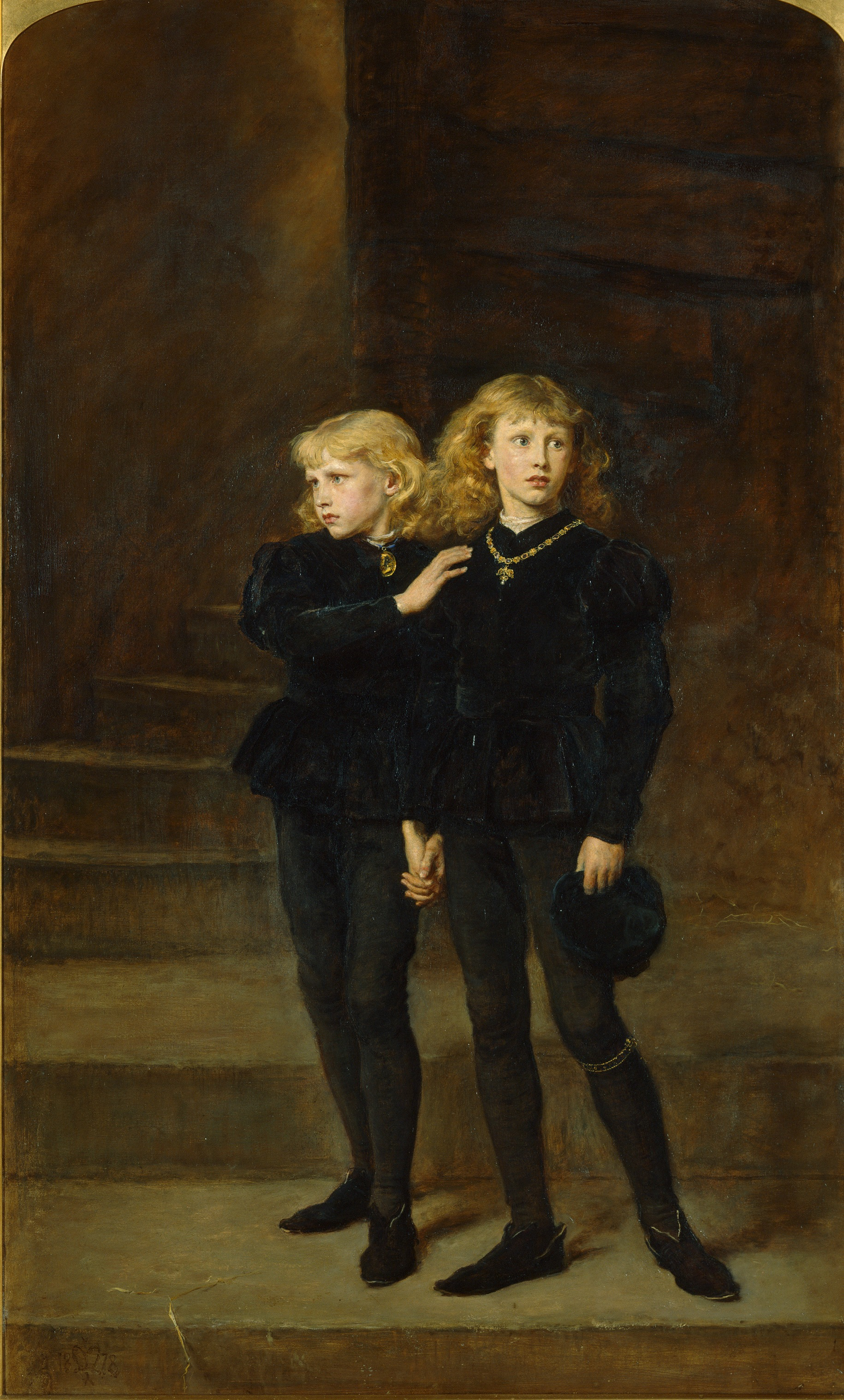
John Everett Millais : Les Princes prisonniers.

Comme Richard, notamment éduqué par Warwick dans ses jeunes années, s'avère le meilleur général des York, beaucoup d'entre eux l'acceptent, voyant en lui un chef plus capable de les maintenir au pouvoir qu'un garçon de douze ans qui aurait dû régner assisté d'un conseil de régents. Dans le camp opposé, les Lancastre, privés d'héritier direct d'Henri VI, placent maintenant leurs espoirs sur Henri Tudor, dont le père, Edmond Tudor, 1er comte de Richmond, était le demi-frère d'Henri VI. Mais Henri Tudor tire surtout ses droits au trône de sa mère, Margaret Beaufort, descendante de Jean Beaufort, fils de Jean de Gand (illégitime à sa naissance bien que légitimé par le mariage ultérieur de ses parents) et petit-fils d'Édouard III.

### Rébellion du duc de Buckingham (1483)
Le mécontentement à l'égard de Richard III se manifeste dès l'automne 1483, lorsque naît une conspiration visant à le chasser du trône et à restaurer Édouard V. Les rebelles sont en majorité des fidèles d'Édouard IV et de ses enfants, qui considèrent Richard comme un usurpateur. Ayant entendu des rumeurs affirmant que les Princes avaient été assassinés sur ordre de Richard III, ils se rallient à Margaret Beaufort, qui propose son fils Henri Tudor comme candidat au trône.
Le duc de Buckingham est le plus important des conjurés, mais les raisons de son ralliement à la conspiration restent inconnues. Selon l'historien Charles Ross, Buckingham cherche à prendre ses distances vis-à-vis d'un roi chaque jour plus impopulaire. Il aurait également pu être influencé par l'évêque d'Ely John Morton, emprisonné depuis juin 1483 et que Richard avait confié au duc. Pour Michael Jones et Malcolm Underwood, Margaret aurait fait croire à Buckingham que les rebelles souhaitaient le placer sur le trône d'Angleterre. La conspiration prévoit d'organiser des révoltes dans le sud et l'ouest de l'Angleterre pour submerger les forces de Richard. Buckingham est censé soutenir les rebelles en lançant une invasion depuis le pays de Galles, tandis qu'Henri doit venir par la mer avec 500 navires fournis par le duc de Bretagne François II.
Un manque de coordination et le mauvais temps réduisent ces projets à néant. Une révolte éclate dans le Kent le 10 octobre, pressant Richard à réunir l'armée royale pour la réduire. Ses espions l'informent des activités de Buckingham, et les hommes du roi détruisent les ponts sur la Severn ; lorsque Buckingham, à la tête de ses troupes, arrive devant le fleuve en crue, il est incapable de le traverser en raison d'un orage violent qui éclate le 15 octobre. Buckingham est piégé : ses ennemis gallois se sont emparés de son château après son départ, et il n'a plus nulle part où se réfugier. Il abandonne le complot et s'enfuit à Wem, où il est trahi par un serviteur et arrêté par les hommes de Richard. Il est exécuté le 2 novembre. Entre-temps, Henri tente de débarquer le 19 octobre, mais sa flotte est éparpillée par une tempête. En arrivant en vue de la côte anglaise, à Poole, un groupe de soldats le salue et l'incite à accoster ; il s'agit en fait d'hommes de Richard, prêts à le capturer sitôt débarqué. Henri ne tombe pas dans le piège et retourne en Bretagne. Privée de Buckingham et d'Henri, la rébellion est alors facilement écrasée par Richard. Les autres meneurs de la révolte s'enfuient de l'autre côté de la Manche.

### Conquête du trône par Henri Tudor (1485)
Le 25 décembre 1483, à la Cathédrale Saint-Pierre de Rennes, Henri jure devant la cour lancastrienne en exil d'épouser la fille aînée d'Édouard IV, Élisabeth d'York, afin d'unifier les deux maisons rivales et ainsi mettre un terme à la guerre civile. Richard III tente alors de faire extrader Henri en concluant un accord avec Pierre Landais, conseiller du duc de Bretagne, mais Henri parvient à s'échapper en France en septembre 1484. Il y est bien accueilli par la régente Anne de Beaujeu et on lui fournit rapidement des troupes et des équipements en vue d'une seconde invasion. À l'été 1485, les conditions sont mûres pour une nouvelle entreprise.

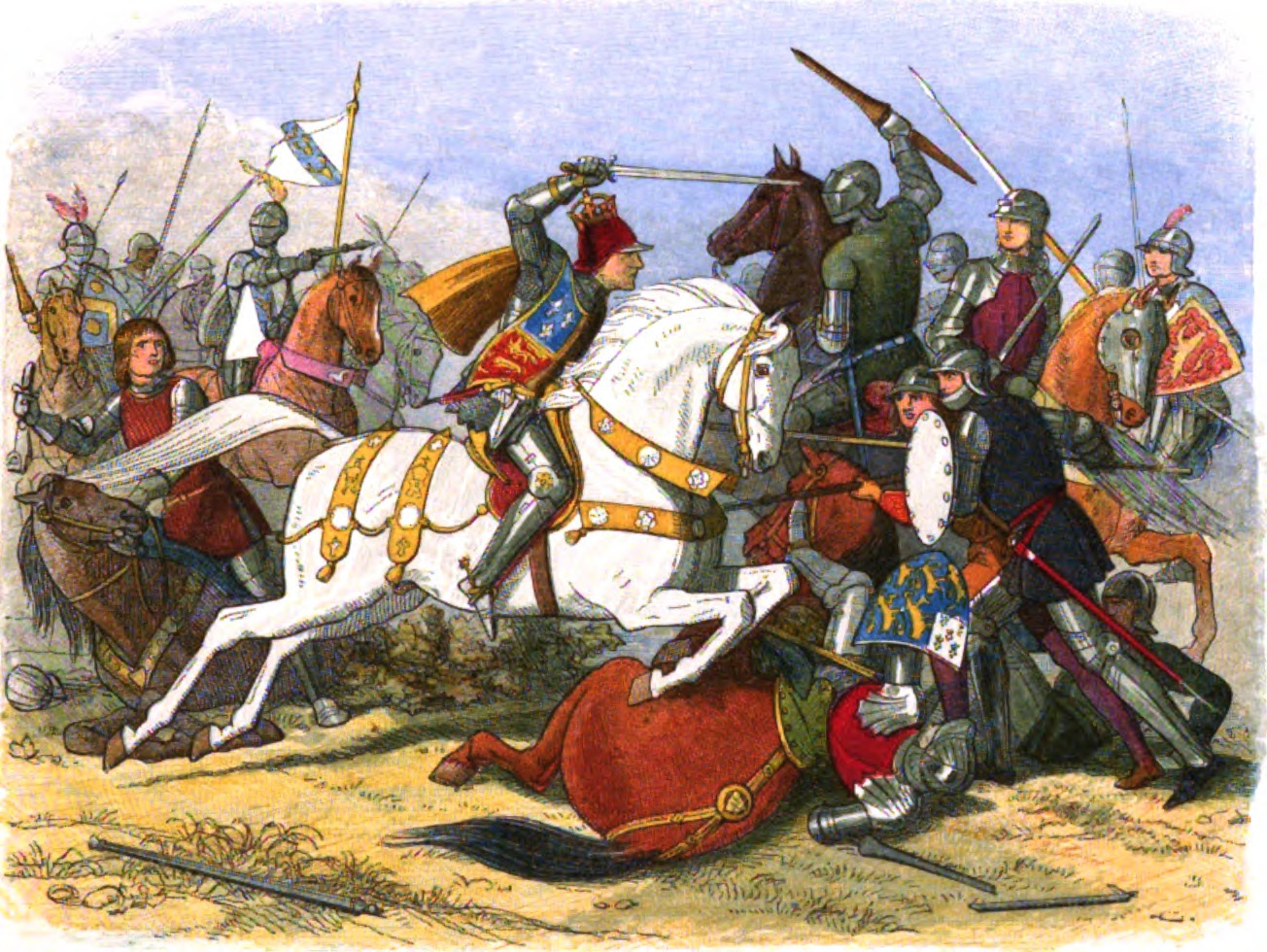
La mort de Richard III à Bosworth.

Ayant obtenu le soutien des partisans de l'ancien roi Édouard IV, Henri débarque à Mill Bay le 7 août 1485, dans le Pembrokeshire, avec une armée composée essentiellement de soldats français et écossais, et marche sur l'Angleterre, accompagné de son oncle, Jasper Tudor, et du comte d'Oxford John de Vere. Le pays de Galles demeure traditionnellement un bastion des Lancastre, Henri y réunit une armée d'environ 5 000 soldats et se dirige vers le nord.
Henri sait que sa seule chance de monter sur le trône serait d'affronter Richard III rapidement et de le battre à la première bataille, puisque Richard bénéficie de renforts qui l'attendent à Nottingham et Leicester. Ce dernier ne doit donc qu'éviter d'être tué pour garder le trône. Bien qu'inférieures en nombre, les troupes d'Henri battent celles de Richard à la bataille de Bosworth le 22 août 1485. Au cours de cette bataille, plusieurs des alliés clés de Richard, comme le comte de Northumberland, William et Thomas Stanley, changent de camp ou désertent le champ de bataille. Conscient que l'issue de la bataille est en train de basculer en faveur d'Henri, Richard conduit une charge destinée à l'éliminer. Pris entre deux feux, Richard et sa garde rapprochée sont tués, et ses hommes se dispersent. Henri est proclamé roi à la fin de la bataille.

### Triomphe d'HenriVIIet enracinement de la maison Tudor
Henri devient alors roi d'Angleterre sous le nom de Henri VII. Il consolide sa position en épousant comme convenu Élisabeth d'York, réunissant ainsi les deux maisons royales et combinant les symboles rivaux de la rose rouge et de la rose blanche dans le nouvel emblème rouge et blanc des Tudor. Il abroge et fait détruire presque toutes les copies du Titulus Regius pour confirmer la légitimité de sa reine, et affermir du coup la sienne. Pour plus de sûreté, il prend soin de faire exécuter au moindre prétexte quiconque pouvait prétendre au trône, politique poursuivie par son fils Henri VIII.

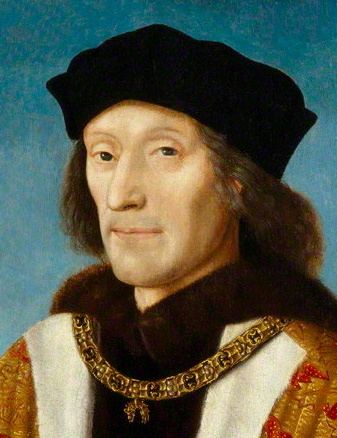
Henri VII

La plupart des historiens considèrent que l'avènement d'Henri VII a marqué la fin de la guerre des Deux-Roses. D'autres soutiennent qu'elle ne s'est terminée qu'avec la bataille de Stoke (1487). À cette occasion le trône était contesté par les partisans d'un garçon appelé Lambert Simnel qui présentait une certaine ressemblance physique avec le jeune comte de Warwick, un survivant de la maison d'York. Mais ce plan était faible dès le départ, le jeune comte étant toujours vivant et entre les mains du roi Henri, si bien que personne ne pouvait croire sérieusement que Simnel fût autre chose qu'un imposteur. À Stoke, Henri vainquit une armée conduite par John de la Pole, comte de Lincoln, dont Richard III avait fait son héritier, mais qui s'était réconcilié avec Henri après Bosworth. L'anéantissement de ces derniers rebelles fait cesser l'opposition yorkiste. Le jeune Simnel, capturé, fut pardonné et employé dans les cuisines royales. Le trône d'Henri fut de nouveau contesté avec l'apparition d'un nouveau prétendant, Perkin Warbeck, qui en 1491 se présenta comme Richard, duc d'York (le plus jeune des « princes de la Tour »). Henri répondit à cette nouvelle tentative d'usurpation en 1497 en capturant Warbeck et en le faisant exécuter deux ans plus tard, en même temps qu'Édouard Plantagenêt, fils de Georges de Clarence et petit-fils du comte de Warwick.

## Conséquences

La rose Tudor.

Bien que les historiens discutent toujours sur l'importance de l'impact qu'a eu le conflit sur la vie de l'Angleterre médiévale, il ne fait guère de doute que la guerre des Deux-Roses a entraîné un bouleversement politique considérable et d'énormes changements dans l'équilibre des pouvoirs, tel qu'il s'était établi auparavant durant la dynastie Plantagenêt. Le résultat le plus évident a été l'effondrement de celle-ci et son remplacement par une nouvelle dynastie, les Tudor, qui devait radicalement changer l'Angleterre au cours des années suivantes. Sous les rois Henri VII et VIII, et leurs successeurs, les dernières factions Plantagenêt (telle la maison de Beaufort), sans lien direct avec le trône, perdirent toute influence, les monarques les montant constamment les unes contre les autres.
Les lourdes pertes parmi la noblesse entraînèrent une période de bouleversement social intense dans l'Angleterre féodale ; le pouvoir des nobles s'effondra, tandis que se renforçaient les classes marchandes et que naissait une monarchie forte et centralisée avec les Tudor. C'était la fin de la période médiévale en Angleterre et le début de la Renaissance.
On s'est tout de même demandé si le traumatisme des guerres n'avait pas été exagéré par Henri VII, qui voulait ainsi se présenter comme celui qui y avait mis fin et avait ramené la paix. Il est certain que l'effet des guerres sur les marchands et les classes laborieuses fut bien moindre que ce qui s'est passé en France (et ailleurs en Europe) durant la guerre de Cent Ans avec des sièges et des pillages, réalisés par des mercenaires qui tiraient profit de la prolongation de la guerre. Il y a bien eu quelques sièges très longs, comme celui des châteaux de Harlech et de Bamburgh, mais ils se déroulèrent dans des régions relativement écartées et peu peuplées. Dans les régions densément habitées, les deux factions avaient trop à perdre dans la ruine du pays et elles cherchaient à résoudre rapidement le conflit par une bataille rangée.
La guerre fut un désastre pour l'influence anglaise en France. Avant même le début du conflit, tous les territoires conquis durant la guerre de Cent Ans avaient été perdus, la Normandie en 1450, Bordeaux en 1453 après l'anéantissement de la dernière armée anglaise à Castillon (aujourd'hui « Castillon-la-Bataille »). Il ne restait aux Anglais que Calais. Mais aucun traité n'avait été signé et il est très vraisemblable qu'un pouvoir anglais fort et respecté ait eu, à un moment ou à un autre, l'intention de reprendre l'offensive, tant le désir de s'assurer un empire continental était pour les souverains de Londres une obsession depuis plus de trois cents ans. La guerre des Deux-Roses rendit cette politique définitivement obsolète. Au contraire, les différents duchés et royaumes européens jouèrent un rôle essentiel dans l'issue de la guerre des Deux-Roses ; les rois de France et les ducs de Bourgogne en particulier ont joué les deux factions l'une contre l'autre, promettant soldats et argent et offrant l'asile aux nobles vaincus, afin d'affaiblir l'Angleterre. Paradoxalement, l'écroulement définitif de cette politique d'expansion continentale voua l'Angleterre au seul rôle de puissance maritime qui devait faire sa réussite mondiale, rôle qui fut peut-être plus imposé par la force des choses que vraiment recherché. Henri VIII fut le dernier roi d'Angleterre à mener des opérations continentales, mais d'assez petite envergure.
La période d'après-guerre sonna aussi le glas des grandes armées seigneuriales. Henri VII retira aux seigneurs le droit de lever et d'entretenir des armées privées, afin de les rendre incapables à l’avenir de se faire la guerre ou de la faire à la Couronne. L'Angleterre ne devait plus voir une armée permanente se constituer sur son sol jusqu'à la New Model Army d'Oliver Cromwell. Henri VIII, pour mener ses guerres, aura recours à de petites troupes de professionnels, principalement des mercenaires. Ainsi, avec le déclin du pouvoir militaire des barons, c'est à la cour des Tudor que le roi s’imposa comme le seul arbitre des querelles entre seigneurs.

## Postérité

### Dans les arts

#### Dans la littérature
- William Shakespeare a consacré quatre pièces de théâtre aux différents épisodes de la guerre des Deux-Roses : la « première tétralogie » qui comprend Richard III et les trois pièces sur Henri VI (1588 ? - 1592). Ces drames historiques ont rarement, ensuite, été mis en scène ensemble[58],[59]. En 1963, John Barton et le metteur en scène britannique Peter Hall ont condensé[59], de façon controversée[60], ces textes en un spectacle intitulé The Wars of the Roses, interprété par la Royal Shakespeare Company. Cette mise en scène a été adaptée pour la BBC en 1965[61]. En 1981-1982, la tétralogie fut mise en scène, avec cette fois très peu de modifications du texte original, pour être diffusée à la BBC[62].
- Alice au pays des merveilles avec l'épisode des roses blanches et des roses rouges. Ce passage du livre est inspiré des blasons des belligérants et de leur rivalité.[réf. nécessaire]
- Walter Scott, dans Anne de Geierstein (1829), relate l'histoire des Lancastriens en exil.
- La Flèche noire (1883), de Robert Louis Stevenson, est un roman dont l'action se déroule pendant la guerre des Deux-Roses, adoptant un point de vue yorkiste.
- Sandra Worth (en), dans The Rose of York : Love & War (2003), propose une évocation romancée de la guerre des Deux-Roses.
- Le romancier américain Warren Adler a repris le thème de la guerre civile dans The War of the Roses mais en le transposant à l'époque contemporaine, dans une vision satirique de la vie conjugale. Son livre a été adapté à l'écran par Danny DeVito en 1989 (La Guerre des Rose), avec Michael Douglas et Kathleen Turner dans les rôles principaux.
- George R. R. Martin, s'est librement inspiré des événements de la guerre des Deux-Roses pour servir de base à son œuvre Le Trône de fer (parue à partir de 1996).
- Philippa Gregory publie une série nommée Cousins' War de 2009 à 2014, comprenant six romans reprenant l'histoire de la guerre à travers les personnages de Jacquette de Luxembourg, Élisabeth Woodville, Margaret Beaufort, Anne Neville, Élisabeth d'York et Margaret Pole.
- Armand Cabasson, dans La Dame des MacEnnen (2008), évoque les batailles de Towton et Tewkesbury, ainsi que les relations entre Angleterre, France et Écosse.
- Paul Doherty, dans la reine de l'ombre, décrit au travers de l'espionnage par les hommes de Margaret Beaufort, les manœuvres des ducs de Gloucester et de Clarence pour s'emparer chacun de la totalité de l'héritage des Neville.

#### À la télévision
- Game of Thrones, série télévisée américaine produite par HBO, est adaptée de l'œuvre de George R. R. Martin, Le Trône de fer, qui s'inspire de la Guerre des Deux-Roses pour certains événements.
- The White Queen, série britannique en dix parties de 60 minutes, basée sur trois des ouvrages de Philippa Gregory, retrace assez fidèlement ces événements historiques[63].
- The White Princess, série suite de The White Queen, continue son histoire en se basant sur les deux derniers ouvrages de Gregory.
- The Foretelling, l'épisode 1 saison 1 de The Blackadder, se déroule pendant la bataille de Bosworth.

#### Autres médias
- Le jeu-vidéo Yu-Gi-Oh! The Duelists of the Roses, sorti en 2004 sur Playstation 2 et inspiré du manga Yu-Gi-Oh!, se déroule durant la période de la guerre des Deux-Roses[64].
- Le manga et son adaptation en anime Le Requiem du roi des roses d'Aya Kanno représente la guerre avec quelques éléments de fantastique (revendiqué plus comme une adaptation de la pièce de Shakespeare que directement de la guerre elle-même).
- Deux jeux de plateau Le Roi des Roses, et The Cousin's War (en anglais uniquement) se jouent à deux et s'inspirent de l'histoire d'York et Lancastre.

### Dans le sport
Au fil des siècles, la rivalité supposée entre le Yorkshire et le Lancashire s'est transformée en rivalité sportive. À titre d'exemple, en 1913 fut organisée une course aérienne des deux Roses opposant le meilleur avion construit dans le Yorkshire, au meilleur avion construit dans le Lancashire. Harold Blackburn (en), champion du Yorkshire, l'emporta.

#### Football
En 1948, la Football Association, la fédération anglaise de football adapte son écusson officiel, en ajoutant 10 roses aux trois lions qu'elle arbore depuis 1872. Ces roses stylisées (une rouge et une blanche imbriquée) symbolisent l'acte de paix entre les maisons de Lancastre et d'York.
Les rencontres entre les clubs de Leeds United et Manchester United sont considérées comme la rivalité « la plus intense et la plus inexplicable du football anglais ». La rivalité entre les deux clubs est parfois appelée the Roses rivalry en référence à la guerre des Deux-Roses.